# История Алабамы

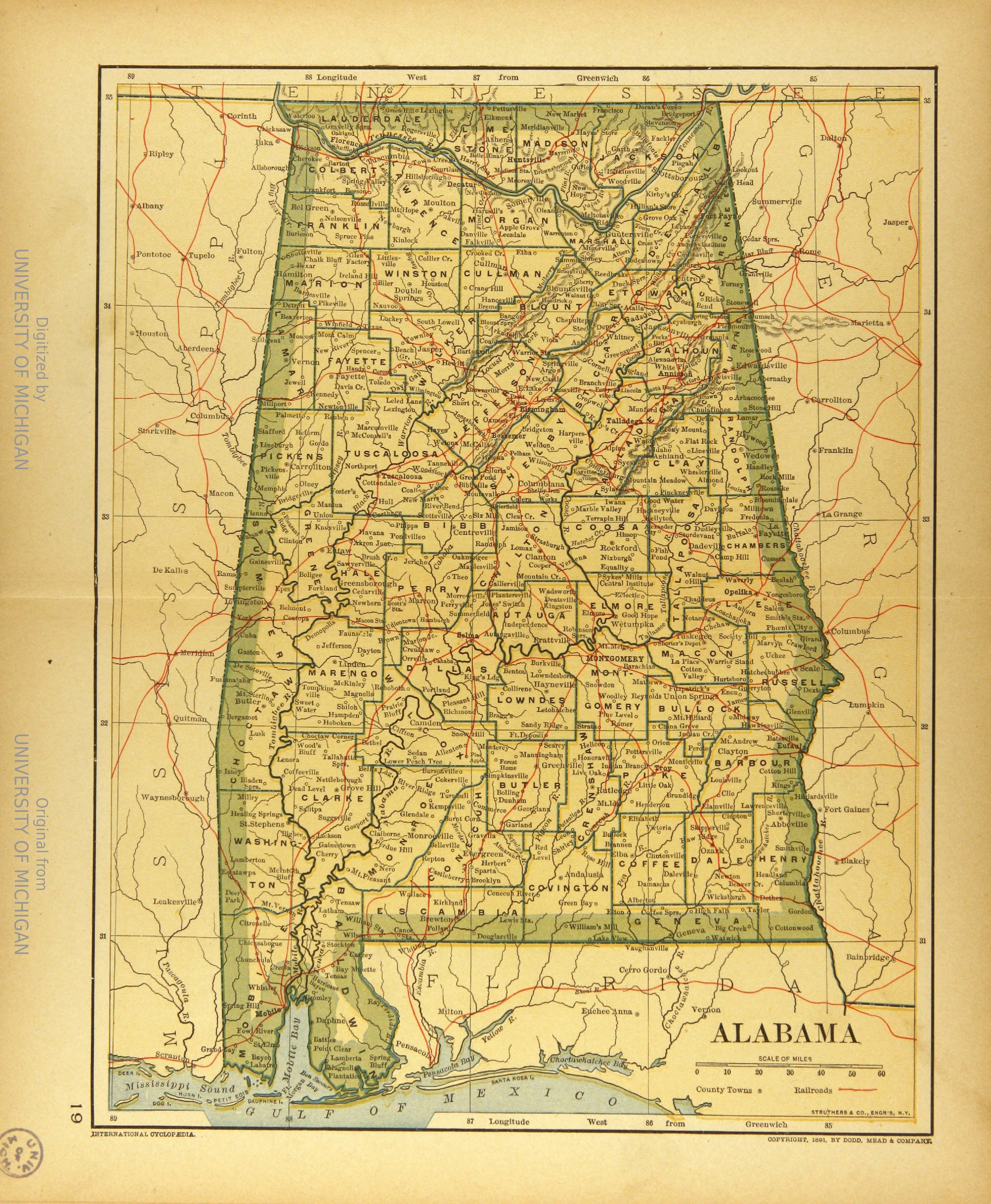
Карта Алабамы 1894 года

История штата Алабама прослеживается с тех периодов, когда она впервые была заселена человеком. Вудлендский период в истории Алабамы тянулся с 1000 года до н. э. по 1000 год н. э., и в это время сформировался Восточный сельскохозяйственный комплекс. На смену Вудлендской культуре пришла Миссисипская культура, которая просуществовала до 1600 года. Первыми европейцами в Алабаме стали испанцы, но первым европейским поселением стал город Мобил, который основали французы в 1702 году.
В 1798 году Алабама стала частью Миссисипской территории, в 1817—1819 годах частью Алабамской территории, а 14 декабря 1819 года она стала 22-м штатом Соединённых Штатов Америки. В 1830-е годы большинство индейских племён Алабамы были выселены за реку Миссисипи на Индейскую территорию. Алабама была одним из крупнейших рабовладельческих штатов, и в январе 1861 года стала одним из первых шести штатов, отделившихся от Союза, а в феврале того же года присоединилась к Конфедерации. В годы Гражданской войны Алабама не внесла большого вклада в военные усилия Конфедерации, а после капитуляции армии Юга в 1865 году в штате началась Эпоха Реконструкции.
После гражданской войны Алабама оставалась бедным и в основном сельскохозяйственным штатом, который производил главным образом хлопок. Реконструкция завершилась в 1877 году, когда демократам удалось вернуться к власти в штате. В 1901 году была принята новая конституция Алабамы, которая лишила права голоса афроамериканцев. К 1941 году около 600 000 белых и 520 000 темнокожих жителей штата не имели права голоса. Это привело к массовой миграции темнокожих на север, что в свою очередь усилило позиции демократов в штате, который стал частью так называемого Монолитного юга.
В 1950-е годы в Алабаме началась борьба за гражданские права и произошёл бойкот автобусных линий в Монтгомери, который способствовал росту популярности активиста Мартина Лютера Кинга. Власти штата заняли жёсткую позицию против интеграции. В 1962 году губернатором стал Джордж Уоллес, который четверть века доминировал в политике штата, несколько раз участвовал в президентских выборах и во многом повлиял на мировоззрение американских консерваторов эпохи Никсона и Рейгана. Политика властей тормозила экономическое развитие Алабамы, на что наложился переход к постиндустриальной экономике. Алабама, с её низким уровнем образования, оказалась не готова к этому переходу и попала в число беднейших штатов страны. Эта же политика позволила Демократической партии продержаться у власти до 1987 года, но затем она утратила доверие населения и с этого момента Алабама стабильно голосовала за республиканцев. На президентских выборах Дональд Трамп победил в Алабаме три раза подряд.

## Ранняя история
История Алабамы начинается примерно за 10 000 лет до настоящего времени, когда первые люди, так называемые палеоиндейцы, проникли из Сибири в Северную Америку и добрались до её юга. Люди в то время жили небольшими группами по 25-50 человек, вели полукочевой образ жизни, и питались мясом крупных животных (гигантских бизонов, мамонтов и гигантских ленивцев), орехами, фруктами и ягодами по сезону. Они готовили мясо на открытом огне или запекали его в углях. Они уже умели хоронить умерших и знали погребальные обряды. Столетиями люди селились в крупных пещерах, таких как Расселл-Кейв, Куод-Сайт или грот Стэнфилд-Уорли. В ранний период палеоиндейской эпохи в Алабаме была распространена так называемая Кловисская культура, для которой характерны каменные наконечники копий особой формы. В Алабаме найдено много наконечников кловисского типа, но почти не найдено крупных стоянок той эпохи.
8000 лет до нашей эры начался Архаический период. Климат потеплел, мегафауна вымерла, люди стали более зависимы от охоты на мелких животных и сбора растений. На стоянках того времени находят кости оленей, енотов, индеек, зайцев и черепах. Люди стали чаще использовать в пищу моллюсков, стали вести более оседлый образ жизни и научились выращивать некоторые растения, например тыкву или подсолнечник. Судя по найденным костям, люди тогда почти не знали эпидемий, но страдали от тяжёлого труда и насилия. Они редко доживали до 40 лет. Архаический период принято делить на три фазы. Ранний Архаический период длился с 8500 до 6000 лет до н. э., от этого периода осталось много поселений, что говорит о резком росте численности населения после Палеоиндейского периода. Люди теперь жили группами по 50—150 человек. Средний Архаический период длился с 6000 до 4000 лет до н. э., который характерен частыми колебаниями температур. Люди создали новые орудия труда, научились торговать и вести войны, о чём говорят захоронения с наконечниками в костях. Поздний Архаический период длился с 4000 до 1000 лет до н. э., когда климат стабилизировался и стал напоминать современный. Численность населения снова возросла, люди научились изготавливать посуду из стеатита, появилась первая керамика. Самая ранняя алабамская керамика относится к 1500 году до н. э., и была, вероятно, позаимствована с территории Джорджии и Южной Каролины. Люди научились сажать растения, хотя ещё в малых количествах. Все эти изменения постепенно привели к более оседлому образу жизни индейцев.

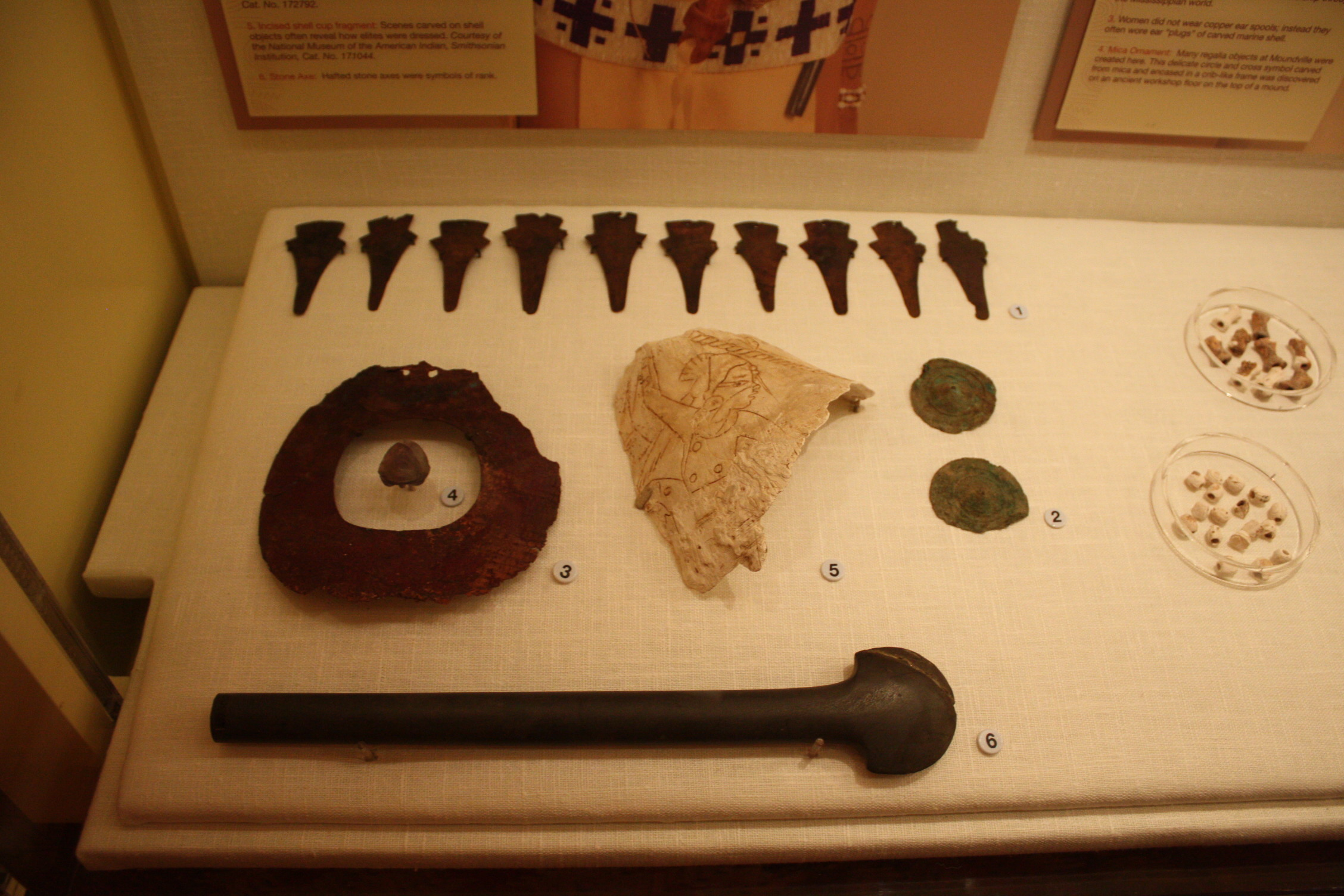
Находки из Маундвилла

Около 300 года до н. э. начался Вудлендский период, который продлился до 1000 года нашей эры. Люди научились строить постоянные дома, освоили лук и стрелы и научились выращивать кукурузу. В этот период возникла традиция возводить над могилами курганы. Керамика была освоена ещё в Архаический период, но теперь она стала украшаться сложными орнаментами. Люди начали курить табак, но только в церемониальных целях. Между 700 и 900 годами нашей эры в Алабаме распространилась Миссисипская культура, возникшая, вероятно, под влиянием Мезоамерики. Она достигла пика своего развития примерно к 1300 году. Отличительной особенностью этой культуры было строительство земляных курганов. Их очень много сохранилось в округах Мобил, Болдуин, Маренго, Кларк и Вашингтон, но самым известным считается комплекс Маундвилл. Это было поселение численностью около 3000 человек, самое крупное поселение в Северной Америке, в нём было построено 20 земляных пирамид различных форм. Существование такого города говорит о наличии сложной социальной и экономической структуры с развитой системой ритуалов.
Первая встреча с европейцами в Алабаме произошла в 1540 году, когда в Алабаму с территории Флориды вошла экспедиция Эрнандо де Сото. Сохранилось четыре отчёта от той экспедиции, которые подробно описывают алабамских индейцев того времени. Они не упоминают поселение Маундвилл, и весьма вероятно, что оно тогда уже было заброшено. Отчёты описывают страны Таскалуса и Куса, но 20 лет спустя экспедиция Тристана де Луна не смогла найти описанные страны и сочла их вымыслом. После экспедиции де Сото произошло несколько миграций населения, которые сделали невозможным идентифицировать племена, описанные экспедицией. Экспедиция де Сото прошла по землям племени алабама, которое относилось к группе индейцев-криков. Они были ослаблены столкновением с испанцами, и стали страдать от набегов чероки и чикасо, поэтому переселились в центральную Алабаму. В 1686 году исследователь Маркос Дельгадо отмечал, что индейцы алабама основали поселения на слиянии рек Алабама, Куса и Таллапуса. Название «Алабама» обычно этимологизируется из индейских языков как «собиратели растений». Название племени перешло на реку, а впоследствии на штат Алабаму. Индейцы алабама проживали в центре Алабамы до 1800 года, после чего переселились в Луизиану.
В XVII веке на территории Алабамы проживали четыре крупных племени: чероки, крики, чикасо и чокто. Из них чероки говорили на языке ирокезского типа, а остальные на мускогских языках. Чероки населяли север Алабамы и пришли туда, вероятно, из региона Великих Озёр. На западной окраине проживали чокто, на северо-западе проживало племя чикасо, самое агрессивное и, по отзывам, самое храброе в регионе. Есть предположение, что боевой крик чикасо впоследствии был заимствован американцами-южанами и использовался в годы Гражданской войны. Основную же часть Алабамы населяли индейцы-крики, которые получили своё название от привычки селиться вдоль рек (creeks). Они представляли собой конфедерацию из 17-ти отдельных племён, но делились на две группы: Верхние и Нижние крики. Они легко вступали в родственные связи с европейцами и быстро перенимали европейские имена.

## Европейская колонизация

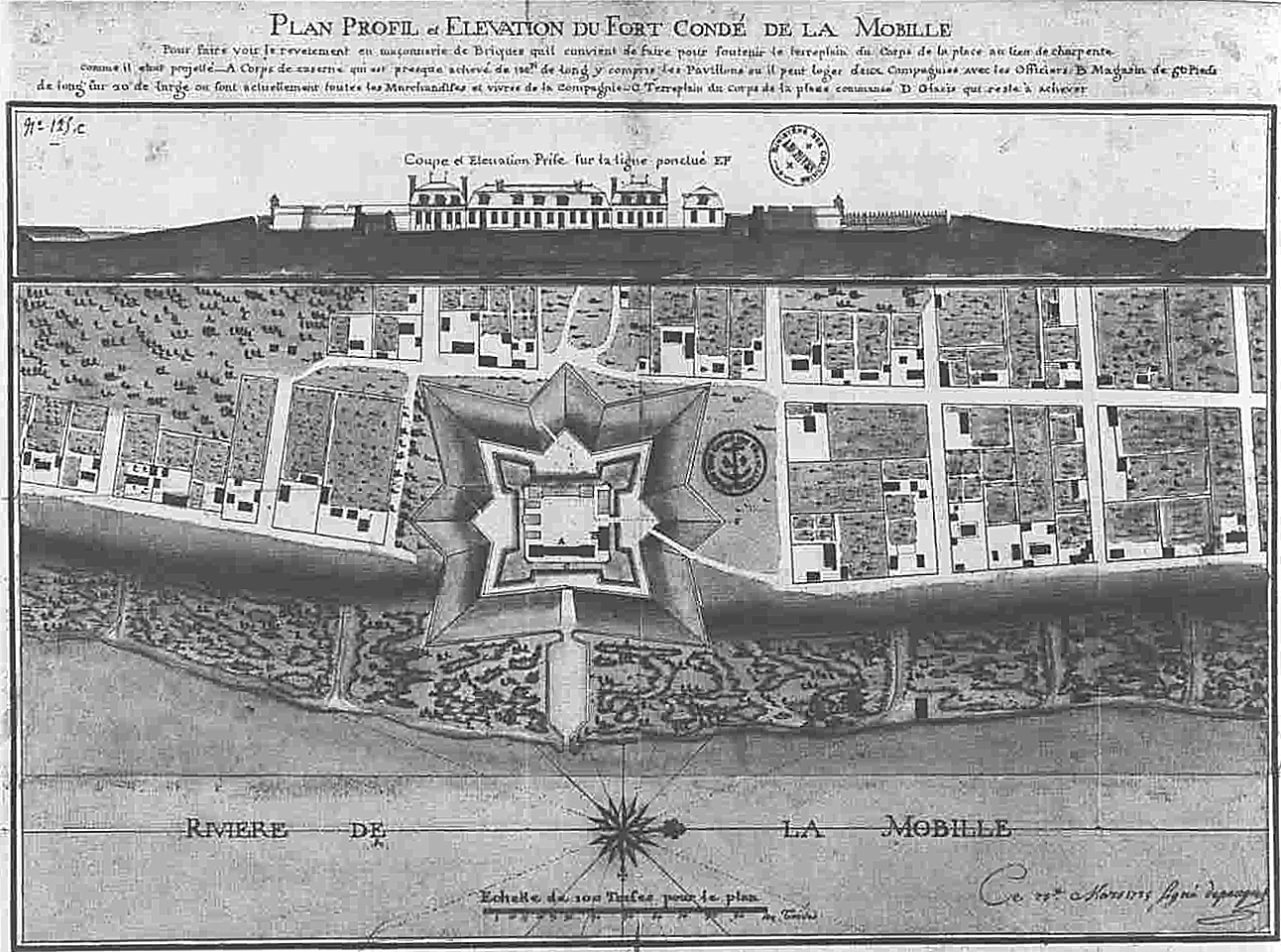
Город Мобил в 1725 году.

Экспедиция Тристана де Луна была первой и последней попыткой испанцев колонизировать территорию Алабамы. Только в 1699 году на побережье Мексиканского залива появились французы, и Сир де Бьенвиль основал форт Морепа, который стал французской базой для исследования региона. В 1702 году был основан форт на месте современного алабамского города Мобил. В 1717 году французы, опасаясь британского проникновения с востока, основали форт на слиянии рек Куса и Таллапуса, который был назван Форт Тулуза в честь графа Тулузского, но его иногда называли Форт Алабама. Для освоения новых территорий французам требовались рабочие руки, что привело к завозу рабов из Африки и изданию в 1724 году Чёрного Кодекса, который формализовал рабство в Мобиле. В 1763 году Франция проиграла Семилетнюю войну и по условиям мирного соглашения уступила Испании всю Французскую Луизиану, а город Мобил и вся территория Алабамы достался Британии. Эпоха французского присутствия в Алабаме завершилась.
Индейские племена Алабамы оказались под властью Британии, что вызвало их раздражение, даже несмотря на то, что британцы были выгодными торговыми партнёрами. Чтобы успокоить индейцев и выиграть время король Георг III издал декларацию 1763 года, которая запрещала европейцам селиться восточнее Аппалачей и южнее 31-й параллели. 20 октября 1763 года в Мобил прибыли британские корабли и Пьер-Аннибал де Вилль передал командование фортом Конде в городе британскому майору Роберту Фармару, который переименовал укрепление в Форт Шарлотт. Французам разрешили сохранить собственность и католическую веру, но официальным языком стал английский, а официальной религией англиканство. Всё побережье Алабамы стало провинцией Западная Флорида; Фармара через год сменил гражданский губернатор Джордж Джонстон, который впервые в истории Мобила созвал Ассамблею из депутатов провинции. Он также созвал несколько индейских собраний и смог добиться мирных отношений с индейцами. Британское присутствие в западной Флориде длилось всего 18 лет, но за это время жители края познакомились с представительной властью, отношения с индейцами были хорошими, и торговля процветала. Для Британии Мобил имел в первую очередь стратегическую ценность, как хорошая гавань недалеко от испанских владений.
Пока шла американская Война за независимость (1776—1783) территория Алабамы была неосвоенной глушью, на которую претендовали как индейские племена, так и штат Джорджия на основе королевской хартии. Прибрежная Алабама была частью Западной Флориды, которая оставалась лояльна британским властям. Мобил стал убежищем для многих лоялистов, бежавших из Джорджии и Южной Каролины. В 1779 году в войну вступила Испания, а в 1780 году Мобил был захвачен испанской армией. Когда война завершилась в 1783 году, Западная Флорида оказалась под властью Испании. Река Миссисипи стала западной границей США, а 31-я параллель — южной. Отношения американцев Джорджии с индейцами-криками были конфликтными. В 1789 году начались переговоры при участии нового президента Джорджа Вашингтона, результатом которых был Нью-Йоркский договор, согласовавший границу между Джорджией и криками. В последующие годы в Алабаме пересекались интересы Испании, Америки и Британии, а крикские вожди пытались лавировать между ними. В 1795 году США и Испания подписали Мадридский мирный договор, который согласовал границу по 31-й параллели. В 1797 и 1799 годах граница была отмаркирована.
В 1780-х Джорджия создала на своих западных территориях округ Бурбон и стала продавать земли частным лицам, но президент Вашингтон объявил эти сделки незаконными. В 1798 году правительство США объявило о формировании Миссисипской территории под федеральным управлением. Джорджия отказалась от претензий на Алабаму только в 1802 году.

## Территория Миссисипи и Крикская война
Президент Джон Адамс назначил Уинтропа Сарджента первым губернатором территории Миссисипи. Город Натчез стал административным центром. В 1805 и 1806 годах были приобретены большие участки территории у индейцев чокто, чикасо и чероки. В 1803 году США купили у Франции Луизиану и возникла необходимость строительства дороги к Новому Орлеану. Появление дороги увеличило приток поселенцев в регион.
По мере того, как росло количество поселений на территории Миссисипи, начали увеличиваться различия между поселениями на реке Миссисипи и поселениями на реке Томбигби на востоке региона. Первые поставляли продукцию в Новый Орлеан, а вторые — в Мобил, связи между двумя регионами почти не было, они имели различия в культуре и традициях. В правительстве территории были представлены в основном жители запада, которые уделяли мало внимания восточным поселениям. По этой причине уже в 1803 году жители востока (то есть современной Алабамы) стали подавать петиции в Конгресс с просьбой отделить их от западной части. Миссисипские политики желали быть принятыми в Союз единым штатом, но раздел на два штата давал южным штатам больше голосов в Сенате. Кроме того, миссисипцы стали опасаться, что по мере роста населения Алабамы именно она станет доминировать в едином штате, так что стали склоняться к разделу.
После 1810 года на территории будущей Алабамы сформировался альянс политиков, которые были так или иначе связаны с Джорджией и известны в истории как «Джорджианская фракция». К ним относился сенатор от Джорджии Уильям Кроуфорд, будущий губернатор Уильям Бибб, будущий сенатор Джон Уокер и ряд других политиков. Их альянс доминировал к политике Алабамы всё последующее десятилетие.
В 1811 году отношения США с Великобританией стали портиться, что дало надежду некоторым индейским вождям на успешное восстание. Вождь Текумсе посетил индейцев Юга и сумел сформировать среди индейцев-криков так называемую «партию войны», также известную как «Красные палки». В июне 1812 года началась война с Англией. В июле 1813 года отряд Красных палок отправился в Пенсаколу, где получил от испанцев порох, но на обратном пути был атакован поселенцами. Произошло сражение при Бёрнт-Корн, которое стало первым сражением Крикской войны. Поселенцы стали укрываться в наскоро построенных фортах. В августе крики напали на форт Мимс и перебили всё его население, около 250 человек. Индейцы начали войну почти без оружия, без плана и стратегии и почти без общего руководства. Американские ополченцы вступили в землю криков четырьмя небольшими армиями: из восточного Теннесси, из Джорджии, из Миссисипи и Западного Теннесcи (армия Эндрю Джексона). Это было плохо скоординированное наступление силами плохо обученных добровольцев.
Джексону удалось разбить криков при Таллашатчи и при Талладиге, а ополчение Джорджии разбило криков в сражении при Отосси. В январе 1814 года джорджианцы столкнулись с криками в сражении при Кэлеби-Крик, после которого отступили в Джорджию и в зоне войны осталась только армия Джексона. Она начал наступление на крупнейшее поселение криков: Тохопеку на реке Таллапуса. 27 марта Джексон в союзе с чероки и дружественными криками разбил Красных палок в сражении при Хорсшу-Бенд. Затем он прошёл до слияния рек Куса и Талапуза, где построил форт Джексон на месте бывшего французского форта Тулуза. После этого индейцы начали сдаваться. 9 августа 1814 года Джексон заключил с криками договор в форте Джексон, по которому крики уступили 20 миллионов акров земли к западу от реки Куса.
Война снизила поток мигрантов, но как только она завершилась, началась так называемая Алабамская земельная лихорадка: тысячи жителей Джорджии, Северной Каролины и Вирджинии стали переселяться в Алабаму, привлечённые дешёвой плодородной землёй, высокими ценами на хлопок и удобными судоходными реками. Современник из Северной Каролины писал, что Алабамская лихорадка стремительно распространяется, и без всяких сомнений, она заразительна. Фермеры продавали свои фермы на восточном побережье и переселялись на запад, а крупные плантаторы поощряли своих сыновей покупать новые плантации в Алабаме. С 1810 по 1810 год население Алабамы выросло до 127 901 человек, а в 1830 году — до 309 527 человек. Основной дорогой для переселенцев стала Федеральная дорога из Джорджии к Мобилу. На ней было множество фортов и таверен, но всё было построено примитивно, условия проживания были ужасающими, а цены на всё высоки. Из-за внезапного наплыва мигрантов регион оказался на грани голода. Отток мигрантов с востока был так велик, что восточные штаты опасались депопуляции и протестовали против практики продажи дешёвой земли в Алабаме.

## Территория Алабама

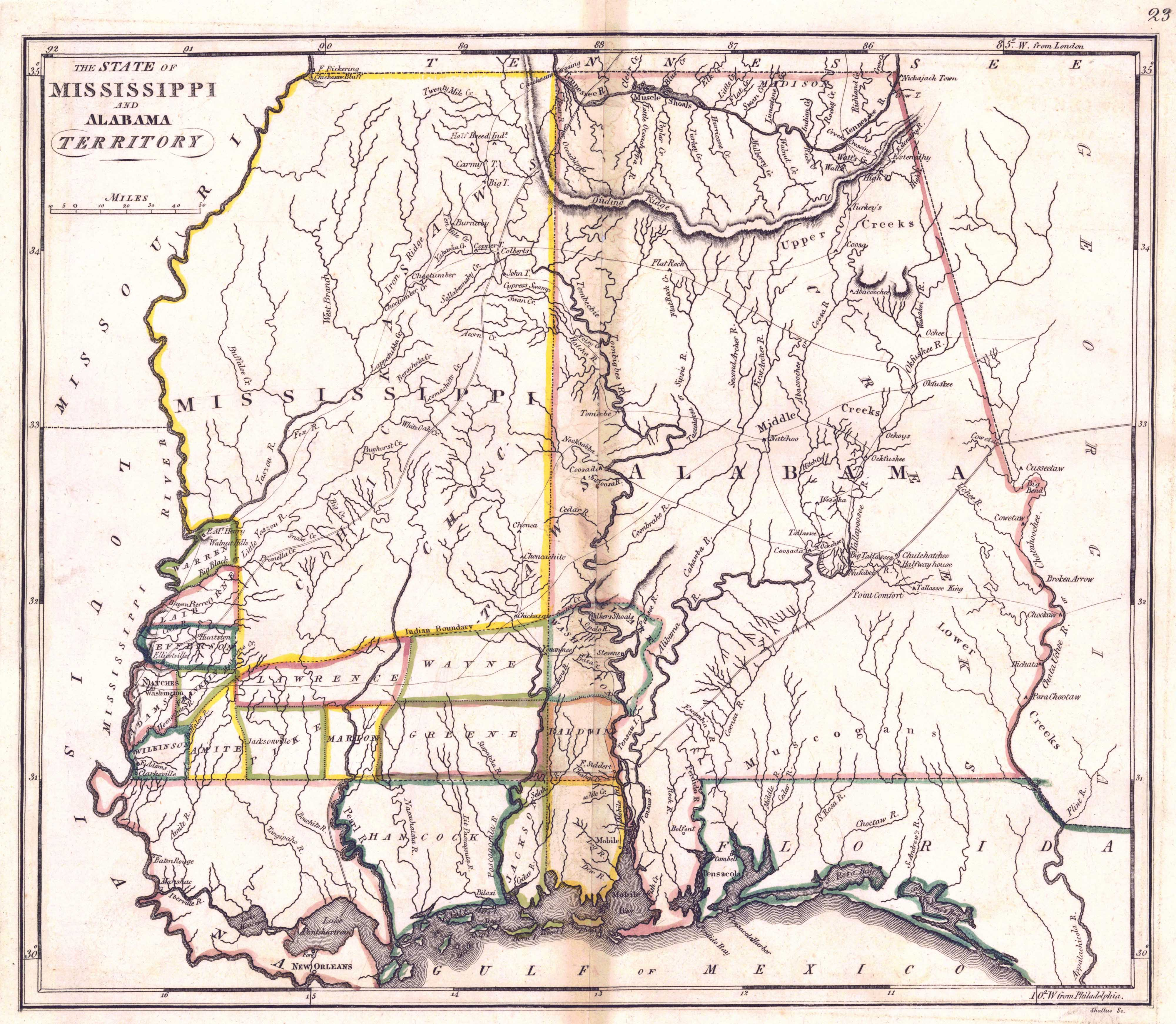
1817 год, штат Миссисипи и Алабамская территория.

После завершения Крикской войны стала очевидна необходимость раздела Территории Миссисипи на две части, но не сразу было решено, как именно пройдёт линия раздела. Некоторое время предполагалось разделить территорию по линии восток-запад, но в итоге было принято решение провести линию раздела по направлению север-юг. 3 марта 1817 года Конгресс официально выделил Алабаму в отдельную территорию и назначил территориальным губернатором бывшего сенатора от Джорджии, Уильяма Бибба. Первой столицей территории стал городок Сент-Стивенс. 8 января 1818 года губернатор впервые созвал Ассамблею Алабамы: собралось 12 членов палаты представителей и один сенатор. Это происходило в те самые дни, когда генерал Эндрю Джексон начал войну с флоридскими семинолами, известную как Первая семинольская война. Отдельные перестрелки этого конфликта произошли и на территории Алабамы. Рейды Джексона обезопасили южную границу Алабамы, что сделало Джексона героем в тех краях.

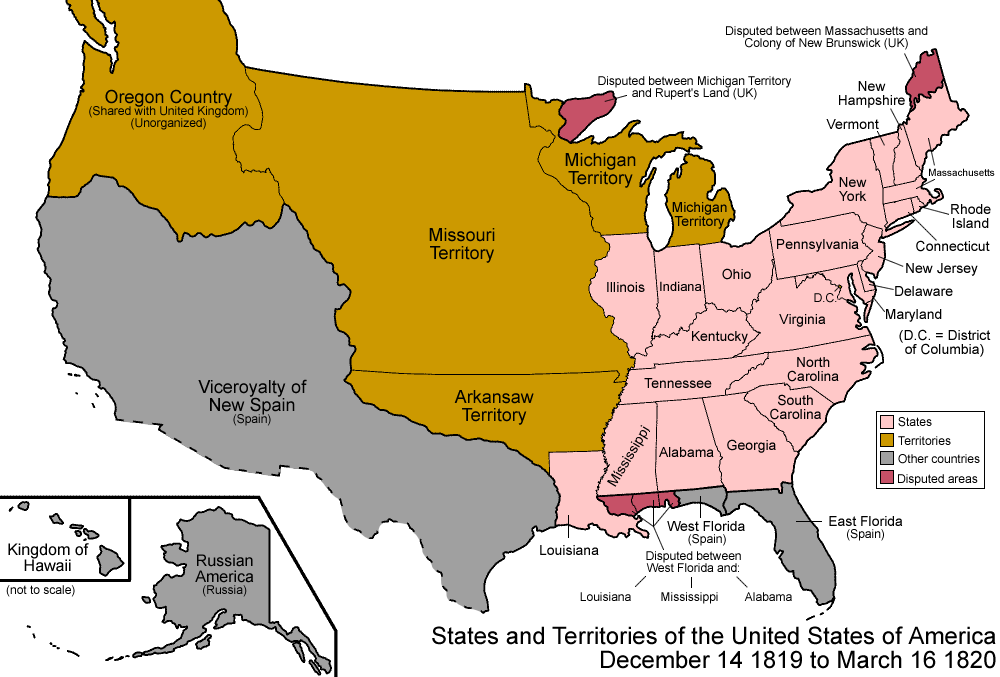
США после принятия Алабамы.

Население Алабамы стремительно росло и территориальное правительство получало всё больше петиций с требованием предоставить Алабаме статус штата. Когда Ассамблея собралась второй раз в ноябре 1818 года, население территории уже достигло количества, позволяющего принять Алабаму в Союз в качества штата. Был отправлен соответствующий запрос в Конгресс, и в то же время столица была временно перенесена в Хантсвилл. 2 марта 1819 года президент Джеймс Монро подписал указ, дающий Алабаме право создать свою конституцию, а 1 июня лично посетил территорию. В июле в Хантсвилле собрался конституционный конвент, который сформировал комитет для разработки конституции. Она была создана в основном под влиянием Конституции США и других конституций Юга, главным образом Миссисипской. Проект конституции был весьма либеральным, но конвент внёс несколько правок, которые сделали её ещё более демократической. В соответствии с постреволюционной американской традицией, конституция дала основные права законодательной власти и сильно ограничила исполнительную власть. Губернатор избирался на два года и только на два срока.
Конституция Алабамы была принята конвентом 2 августа 1819 года и не проходила ратификации референдумом.
В сентябре 1819 года прошли выборы в Ассамблею и губернаторские выборы. Территориальный губернатор Бибб был избран губернатором нового штата. 25 октября ассамблея собралась на первую сессию. На ней было решено выбрать двух сенаторов в Конгресс США: одного от юга Алабамы, и второго от севера. Ими стали Джон Уокер (от севера) и Уильям Руфус Кинг (от юга). 14 декабря 1819 года президент Монро подписал указ о принятии Алабамы в Союз и она стала 22-м штатом США.

## Формирование штата

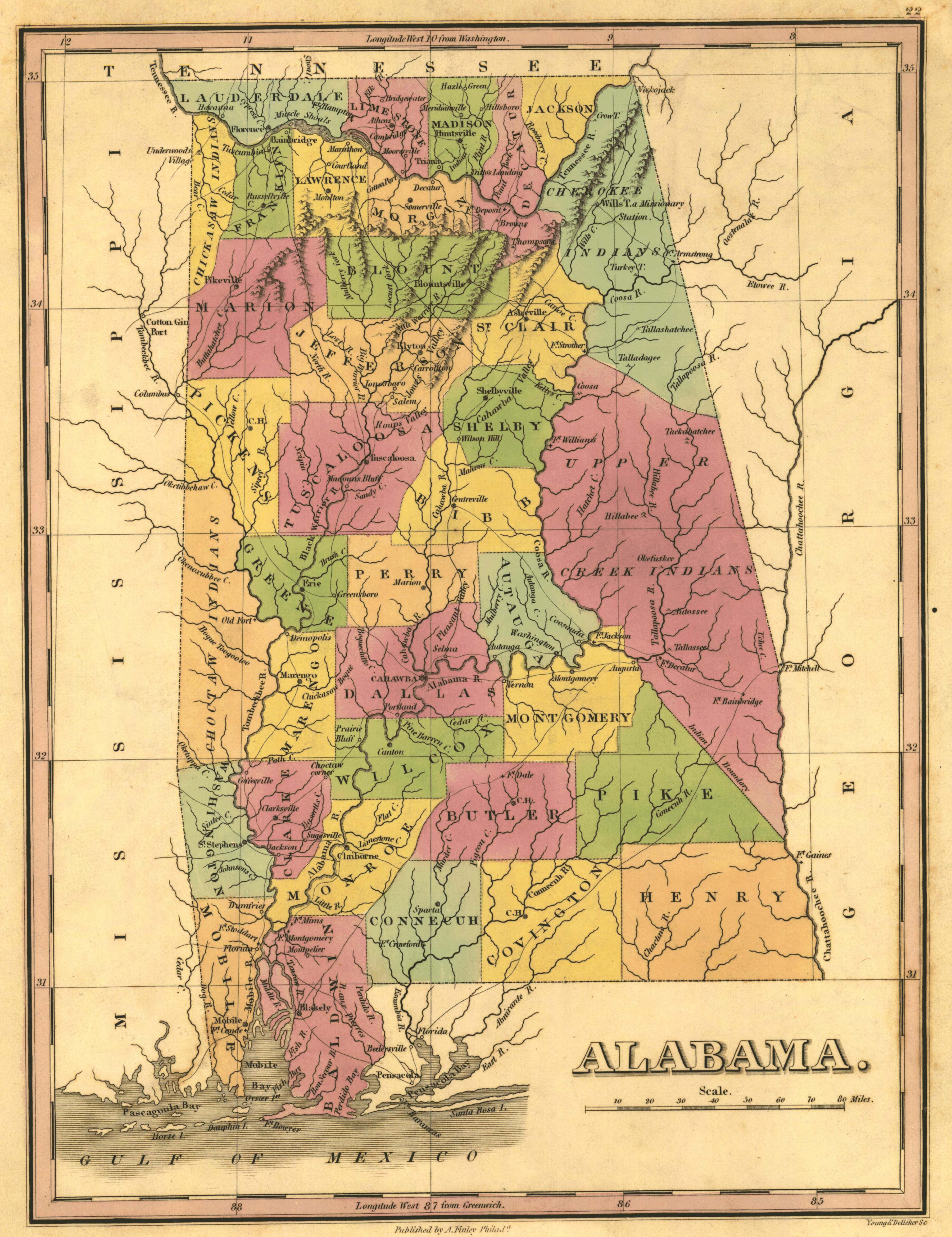
Алабама в 1823 году.

На первой же сессии ассамблея учредила несколько новых округов, организовала ополчение штата, и приняла несколько законов регулирующих рабство. Для финансирования правительства были введены налог на собственность, система лицензий и ряд других сборов. Легислатура уже завершила сессию, когда пришли новости о принятии Алабамы в Союз. Губернатор Бибб приступил к постройка капитолия в Кахабе, но не дожил до окончания строительства: он болел всю зиму, а к лету ему стало ещё хуже и он умер в июле. На 18 месяцев место губернатора занял президент сената, которым тогда был младший брат Бибба, Томас. Осенью 1820 года легислатура впервые собралась в Кахабе, в незаконченном здании капитолия. Так как Томас Бибб отказался участвовать в выборах, то были выдвинуты другие кандидаты, в частности, конгрессмен из Северной Каролины, Израэль Пикенс. Он смог победить на выборах в августе 1821 года. В то же лето шли проливные дожди, что привело к наводнению в конце лета и осенью. В такой обстановке ассамблея собралась в ноябре 1821 года, губернатор Бибб описал легислатуре стоящие перед штатом проблемы, после чего передал полномочия Пикенсу. 9 ноября прошла инаугурация нового губернатора.
На выборах 1823 года Пикенс победил Генри Чэмберса, представителя «Джорджианской фракции». Фракция слабела в эти дни: сенатор Уокер покинул свой пост в 1822 году и умер через год, Чэмберс выиграл выборы в сенат в 1824, но умер вскоре после, а сторонники Пикенса заняли и сенат штата, и палату представителей. Эти события 1823 года стали концом Джорджианской фракции. Всё внимание алабамцев было приковано к Джексону, который был кандидатом в президенты на выборах 1824 года и легко победил в Алабаме, хотя губернатор Пикенс поддерживал Джона Куинси Адамса. В том же году губернатор подписал распоряжение об открытии Алабамского банка с капиталом $200 000. Другим важным событием стал визит маркиза Лафайета в 1825 году. Для алабамцев, оторванных от внешнего мира, этот визит был самым ярким событием в их жизни и запомнился на многие десятилетия. Лафайет посетил Монтгомери, Кахабу, прибыл по воде в Мобил, откуда на пароходе отбыл в Новый Орлеан.
Так как Кахаба оказалась неудачным местом для столицы, то легислатура на сессии 1825 года постановила перенести столицу в Таскалусу. В том же году губернатором штата без всякой оппозиции был выбран Джон Мёрфи. Политический вакуум, образовавшийся уходом из политики Джорджианской фракции, ещё не был заполнен, и у Мёрфи не было противников. На следующий год сенатор Чэмберс умер по пути в Вашингтон, поэтому Пикенс уладил разногласия с сенатором Кингом и при его поддержке перешёл в Сенат США. В том же году легислатура переехала в Таскалусу и собралась на первую сессию в этом городе в Таверне Белла. К 1829 году было достроено здание капитолия и легислатура переместилась туда. Вскоре губернатор узнал, что Банк США намерен открыть филиал в Алабаме. Это угрожало интересам Алабамского банка, но алабамские конгрессмены не смогли предотвратить это решение, а вскоре сенатор Пикенс подал в отставку по состоянию здоровья, уехал на Кубу, где и умер в 1827 году, оставив Мёрфи без опытного союзника в Конгрессе. На место Пикенса, после ожесточённых споров, был выбран Джон Мак-Кинли.Он занял своё место в конгрессе в декабре 1826 года. Как раз начиналась политическая борьба между Джексоном и Генри Клеем, в которой Мак-Кинли публично был на стороне Джексона, хотя сочувствовал Клею.
Алабамцы в целом не протестовали против Таможенного закона 1828 года и вообще политики Джексона. Тем не менее в Алабаме появились политики, отстаивающие принцип прав штатов, и их лидером стал Диксон Холл Льюис, делегат Палаты представителей Алабамы с 1825 года. Они пока не имели большого влияния, поэтому Джексон легко победил в Алабаме на выборах 1928 года. На следующий год прошли губернаторские выборы, на которых победил северокаролинец Габриэль Мур, и опять без оппозиции. Когда его срок стал подходить к концу, он решил отбить сенатское место у Мак-Кинли, которого осуждали в Алабаме за сопротивлении политике Джексона. Мур победил на сенатских выборах и покинул пост губернатора, передав пост президенту сената, Сэмюэлю Муру. Алабама продолжала поддерживать политику президента Джексона и голосовала за него на выборах 1832 года, и только разногласия по поводу переселения индейцев разрушило имидж Джексона в штате

### Переселение индейцев

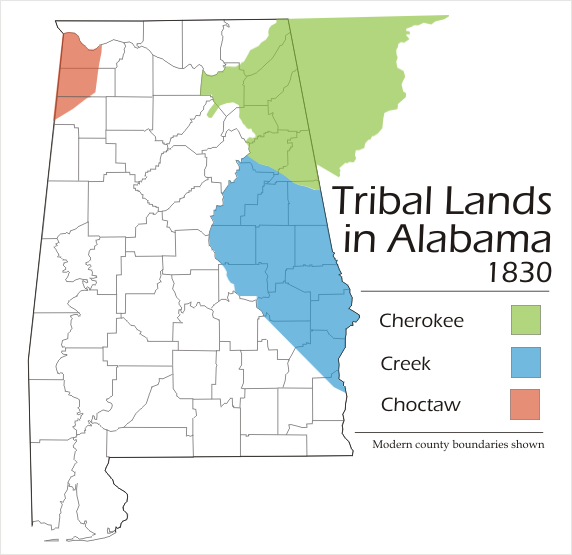
Земли индейцев в Алабаме к 1830 году.

По мере заселения Алабамы и Джорджии белые поселенцы стали всё чаще проникать на индейские земли, что приводило к ответным набегам индейцев на фермы в Джорджии. Ещё в 1825 году федеральное правительство заключило договор в Индиан-Спрингс, по которому крики за $400 000 долларов уступали свои земли в Джорджии и 3 миллиона акров земли в Алабаме. Но индейцы подали протест президенту Адамсу, тот организовал расследование, и договор был отменён. В 1830 году был принят Закон о переселении индейцев, следствием которого был ряд договоров: с чокто 1830 года, с криками 1832 года и с чероки 1835 года. Для Алабамы был важен договор с криками, который привёл к крупному политическому скандалу, пришедшемуся на срок губернатора Джона Гейла.
Договор с криками (Договор в Кассете) лишал индейцев юрисдикции над своей территорией и давал им право или уехать на запад, или остаться, получив часть земли в собственность: 640 акров на вождя и 320 акров на рядового индейца. Индейцам давалось время на выбор земельного участка. Но алабамская легислатура сразу объявила о распространении своей юрисдикции на землю криков и разделила её на округа. Поток поселенцев хлынул на эту территорию. Хаотичная скупка земли привела к многочисленным нарушениям и конфликтам с индейцами. Федеральные войска в форте Митчелл не смогли предотвратить поток мигрантов. Летом 1832 года федеральный отряд сжёг Ирвингтон, нелегальное поселение белых. При аресте был застрелен Хардмен Оуэнс. Суд округа Расселл обвинил военных в нарушении закона, но делу не дали ход. Президент Джексон был настроен изгнать всех сквоттеров с территории криков, но не осознавал масштабов проблемы. Агенты Джексона сумели смягчить ситуацию и договориться с губернатором, но репутация Джексона была необратимо испорчена. Губернатор Гейл примкнул к оппозиции и впоследствии вступил в партию вигов. Алабамцы стали всё больше задумываться об опасностях чрезмерного федерального вмешательства в дела штата.
Часть криков переехала на запад в 1834 и 1835, но большинство остались в Алабаме. Конфликт с белыми переселенцами продолжался и перерос в полноценную войну (Вторую крикскую войну) весной 1836 года. Эта война дала Джексону повод к полному выселению криков. Пленных, хваченных в бою, отвозили в Монтгомери, грузили на пароходы и отвозили в Мобил или Новый Орлеан, откуда отвозили через Арканзас на Индейскую территорию. Криков, не причастных к войне, депортировали в августе и сентябре 1836 года. Крики продолжали уезжать из Алабамы небольшими группами в 1840-х и 1850-х годах, но официально переселение завершилось в 1838 году. Всего 23 000 криков были переправлены на Запад. В настоящее время в Алабаме, в городе Атмор, проживает только одно племя криков.

### Период джексоновской демократии
До крикского скандала противники Джексона занимали 25 % мест в Ассаблее Алабамы. Но после скандала открытых противников стало 30 %, открытых сторонников 45 %,а фракция колеблющихся и пока не готовых порвать с Джексоном было 25 %. Джексон поддержал Ван Бюрена как своего преемника на будущих выборах из-за чего противники Ван Бюрена в Теннесси сплотились вокруг Хью Уайта. В Южной Каролине противники Джексона стали известны под именем вигов. В Алабаме виги набрали популярность после крикского скандала, хотя они ассоциировались в основном с плантаторской аристократией. В 1835 году губернатором Алабамы стал Клемент Клей, убеждённый джексонианец, а Алабама проголосовалаm за Ван Бюрена на выборах 1836 года, но тем не менее виги были сильны, и Алабама перешла к двухпартийной системе. Клей пропагандировал развитие образования и внутренние улучшения, но его губернаторский срок был омрачён Второй крикской войной и кризисом 1837 года. Город Мобил первый пострадал от кризиса, когда торговцы прекратили выплаты по долгам, хотя банк Мобила продолжал вести финансовые операции. В сенате США в это время истёк срок службы сенатора Габриеля Мура, и на его место снова избрали Мак-Кинли, но он не успел занять своё место, так ка президент Ван Бюрен назначил его членом Верховного суда. Мак-Кинли стал первым алабамцем в этой должности.
Назначение Мак-Кинли освободило место в сенате, поэтому Клемент Клей подал в отставку и перешёл в сенат. Его место занял президент сената, Хью Маквей, а в том же году на выборах джексонианец Артур Бэгби победил вига Самуэля Оливера и стал губернатором — как раз в самые трудные годы экономической депрессии. Банки приостановили выплаты в звонкой монете, цены на землю упали, промышленные товары лежали непроданными, а жителям городов стало не на что покупать еду. В такой обстановке прошли президентские выборы 1840 года. Алабамцы проголосовали за демократа Ван Бюрена, но в целом по стране победил виг Уилям Гаррисон. В 1841 году губернаторские выборы выиграл Бенджамин Фицпатрик, демократ и джексонианец, который с гордостью говорил, что не занял ни единого доллара в банке и никогда не был президентом какого-либо. Ему удалось закрыть большинство банков в Алабаме к 1845 году.

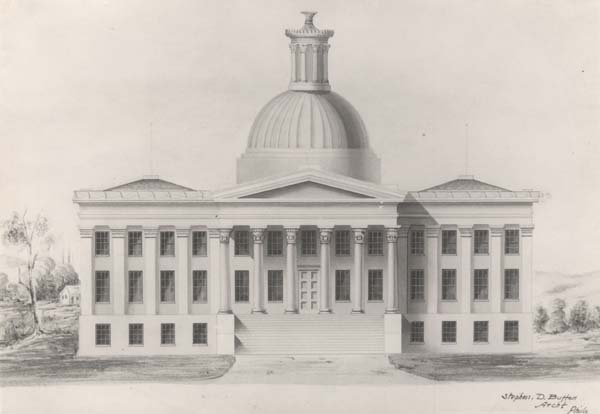
Первое здание капитолия в Монтгомери.

В начале 1840-х годов алабамцев волновали два основных вопроса: перевод легислатуры с ежегодной сессии на двухгодичную и перенос столицы в более центральное место. После заселения земель криков экономическими центрами штата стали Монтгомери, Селма и Мобил. Строить новый капитолий было дорого, но и старый уже был в аварийном состоянии. Вопрос о легислатуре и столицы вынесли на референдум, который одобрил и двухгодичные сессии и перенос столицы (33798 голосов за и 27320 голосов против). После 16-ти переголосований было решено перенести столицу в Монтгомери. В 1846 году началось строительство капитолия по проекту Стивена Баттона. Он был завершен на следующий год и легислатура собралась на первую сессию в новом здании 6 декабря 1847 года. Это здание загорелось 14 декабря 1849 года прямо во время сессии, и при этом полностью сгорела библиотека со множеством ценных документов. Пожар породил новые предложения о переносе столицы, но было решено восстановить капитолий на прежнем месте.
Период джексоновской демократии привил алабамцам сильное чувство индивидуализма и готовность защищать свои свободы и независимость. Поколение джексонианцев верило, что труд облагораживает человека, а образование и богатство развращает. Так культ знания, принесённые поколением времён революции, начал угасать в Алабаме. Одновременно рост цен не рабов и землю вынудил многих алабамцев переселяться на запад. Рабовладение стало концентрироваться в более узком кругу лиц, и в итоге судьба рабства в Алабаме оказалась в основном в руках тех, кто рабами не владел. Поэтому успех в политике стал зависеть от способности политика доносить свои идеи до класса мелких фермеров.

### Предвоенное десятилетие
Между 1830 и 1860 годами многие алабамцы мигрировали в Техас, так что к 1860 году алабамские мигранты там стали вторыми по численности после теннессийских. Многие из них приняли участие в Техасской революции, а алабамец Уильям Тревис командовал гарнизоном миссии Аламо и погиб при обороне Аламо. Третьей женой президента Техаса, Сэма Хьюстона была алабамка Маргарет Ли. Алабамцы с самого начала были сторонниками присоединения Техаса, но это решение было принято только в 1845 году и привело к войне с Мексикой, по итогам которой США получили новые территории, и это обострило споры о распространении рабства на этих территориях .
Президентские выборы 1848 года в Алабаме отличались низкой активностью избирателей; многие в штате поддерживали кандидатуру героя войны Закари Тейлора, но победил кандидат от демократов Льюис Касс. В октябре 1848 года умер Диксон Холл Льюис и вождём борцов за права штатов стал Уильям Йенси, делегат Палаты представителей США от Алабамы с 1844 года.
В 1849 году в Калифорнии было обнаружено золото и началась Золотая лихорадка, в которой косвенно участвовали многие алабамцы, поскольку Алабама пережила собственную Золотую лихорадку в 1835—1836 годах и в штате было много специалистов по золотодобыче. Поток мигрантов хлынул в Калифорнию и население быстро достигло минимума, дающего право на вступление в Союз. Так как в Калифорнии не было рабов, она входила в Союз в статусе свободного штата, хотя это нарушало принципы Миссурийского компромисса. Генри Клей предложил так называемый Компромисс 1850 года: Калифорнию принимали свободным штатом, но при этом Конгресс одобрял закон о беглых рабах. Джон Кэлхун предложил созвать конвент южных штатов для обсуждения вопроса. Алабамские политики раскололись во мнениях: конгрессмен Генри Хильярд опасался, что конвент сорвёт компромисс, а Уильям Йенси боялся, что конвент предотвратит раскол, которого он желал. Кэлхун умер в те же дни, а конвент не дал никакого результата. Компромисс стал главной темой дискуссий на губернаторских выборах 1851 года: радикалы требовали сецессии, а консерваторы поддерживали компромисс. В ходе дискуссий юнионист Хоуэлл Роуз впервые назвал радикалов «пожирателями огня» (fire-eaters) и это слово быстро прижилось. Радикалы ранее были недовольны умеренностью губернатора Кольера, но на этот раз поддержали его и он был переизбран.
Легислатура собралась на сессию 1851 года уже в новом, восстановленном после пожара, здании Капитолия. Споры о компромиссе разрушили партию вигов, и губернатор Кольер начал работу по реорганизации Демократической партии штата. Алабамский сенатор Уильям Кинг на выборах 1852 года был избран вице-президентом (при Франклине Пирсе), что укрепило позиции демократов. «Пожиратели огня» во главе с Йенси выдвинули кандидатом джорджианца Джорджа Троупа, но он набрал немного голосов. Кинг попал на самый высокий административный пост в истории Алабамы, но он умер уже в 1853 году. Алабама потеряла убеждённого джексонианца и стойкого юниониста.

Президентские выборы 1860 года в Алабаме; зелёное: голоса за Брэкинриджа, синее: за Дугласа, жёлтое: за Белла

На губернаторских выборах 1853 года победил Джон Уинстон, ставленник партии прав штатов и первый алабамский губернатор, родившийся в Алабаме; кандидат от вигов вышел из гонки, поэтому победа демократов была полной. На выборах в Конгресс они захватили 6 мест, в частности, избрали Филлипа Филлипса. Бенджамин Фицпатрик был избран в Сенат США на место Кинга, а на второе сенатское место был избран Клемент Клей. В 1854 году в Конгрессе обсуждали организацию Территории Небраска и было предложено разделить её на Территорию Канзас и Территорию Небраска. Конгрессмен Филлипс предложил сформулировать «Закон Канзас-Небраска» таким образом, чтобы он отменил Миссурийский компромисс 1820 года (Это давало южанам шанс ввести Канзас в Союз в статусе рабовладельческого). «Закон Канзас-Небраска» оставлял вопрос статуса Канзаса на усмотрение его жителей, и многие алабамцы поехали в Канзас, но столкнулись со встречным потоком северян, готовых любой ценой не допустить превращения Канзаса в рабовладельческий штат. Противники рабства, возмущённые этим же законом, объединились в Республиканскую партию, которая стала быстро набирать голоса в Северных штатах. В Алабаме у неё не было сторонников, и штат фактически перешёл к однопартийной системе.
В конце 1855 года алабамцев сильно беспокоили вспышки насилия в Канзасе и распространение республиканской партии: когда собрался 34-й Конгресс, 45 % его делегатов были республиканцами. На конвенте Демократической партии кандидатом в президенты был выбран Джеймс Бьюкенен, некогда друг Руфуса Кинга, у которого было много друзей в Алабаме. В ходе предвыборной кампании умеренные демократы и юнионисты Алабамы начали колебаться, поскольку стали понимать, что республиканцы не пойдут на компромиссы с Югом. Бьюкенен победил, а вскоре конвент демократической партии выдвинул кандидатом в губернаторы Эндрю Мура, который победил без всякой оппозиции. Между тем экономика штата процветала, кризис 1857 года не отразился на производстве хлопка, цены на хлопок были высоки все 1850-е годы, а производство алабамского хлопка удвоилось между 1850 и 1860 годами. Это отчасти объяснялось введением новых методов обогащения почвы, которые в те годы пропагандировал Ноа Клауд. Его усилия почти не были замечены, в основном потому, что он был юнионистом. Звучало много заявлений о необходимости развития промышленности, но нестабильная банковская система и плохие дорого мешали этому. К 1860 году в Алабаме было 14 текстильных фабрик, на которых было занято 1300 человек.

Флаг Алабамы 1861 года.

В 1857 году губернатором стал южнокаролинец Эндрю Мур, который был противником сецессии. Он был переизбран в 1859 году, победив своего конкурента, радикального сецессиониста Уильяма Сэмфорда. Мур улучшил финансирование школ, и способствовал открытию приюта для душевнобольных и школы для слепых. Он сначала не поддавался давлению сецессионистов, но рейд Брауна на Харперс-Ферри в 1859 году заставил его отступить от своей позиции и принять меры к усилению ополчения штата. В январе 1860 года прошли выборы на партийный конвент демократической партии в Чарльстоне, и в алабамскую делегацию попали в основном сторонники Йенси. Конвент собрался 23 апреля, и Йенси оказался фактически лидером партии. Когда северные демократы не поддержали Йенси, южные демократы покинули конвент. В итоге партия выдвинула двух кандидатов: Стивена Дугласа от северных демократов и Джона Брэкинриджа от южных демократов. Йенси отправился на север агитировать за Брэкинриджа, а Дуглас отправился в Алабаму. Но Дуглас смог склонить на свою сторону только пять округов в Алабаме. Джон Белл, кандидат от партии конституционного союза, завоевал тоже пять округов. Остальное досталось Брэкинриджу. В национальном масштабе победил республиканец Линкольн, что заставило губернатора Мура объявить о созыве конвента. Сецессионисты оказались большинством (54 из 100) на конвенте. Он открылся 7 января 1861 года в Монтгомери. 11 января было принято постановление о сецессии, объявляющее Алабаму «свободным, суверенным и независимым штатом». Делегаты от северных округов предложили передать постановление на утверждение референдумом, но им отказали, заявив, что выбор делегатов конвента по сути и был референдумом. В итоге 61 делегатов проголосовали за сецессию и 39 против.

## Гражданская война

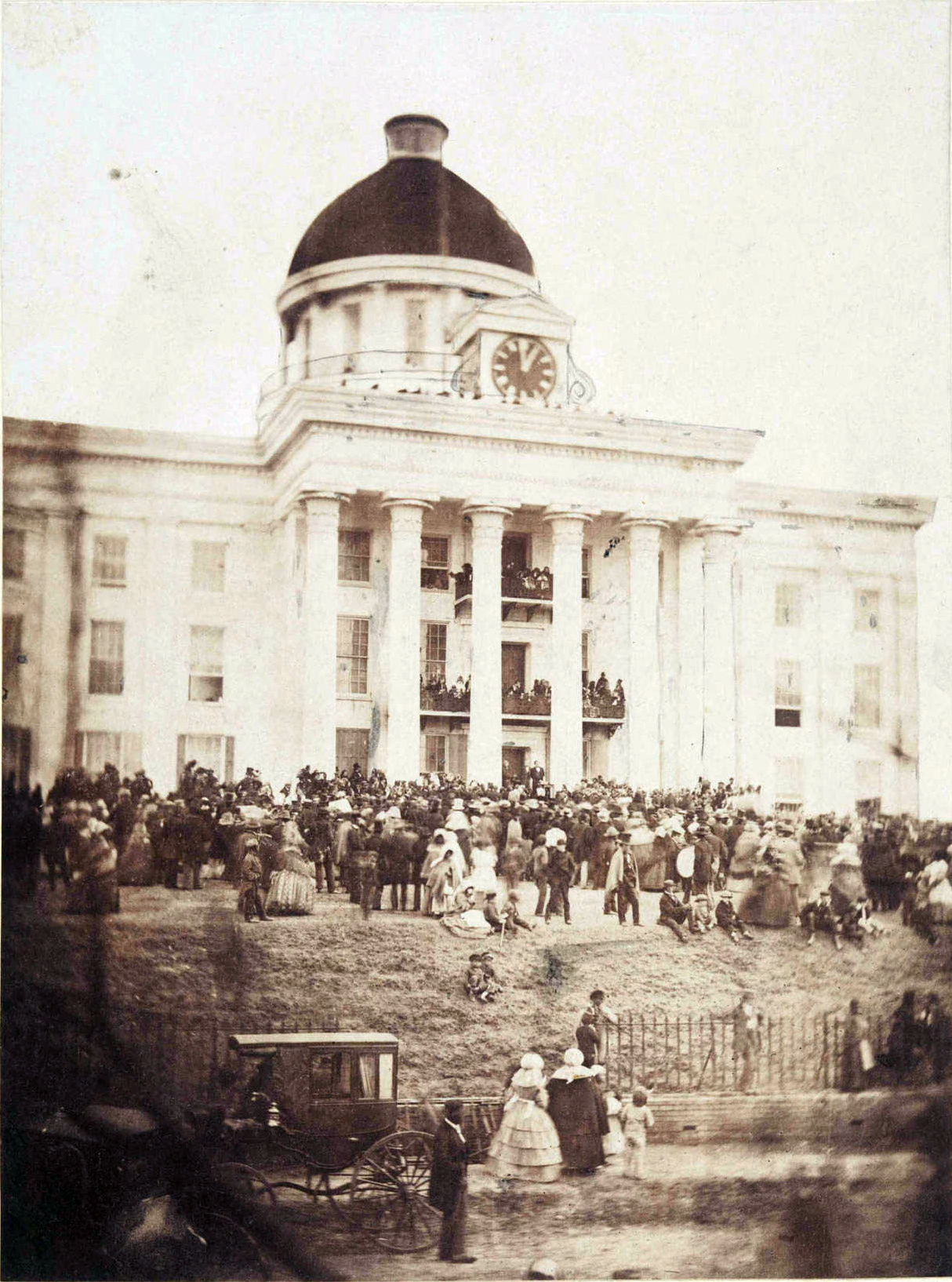
Инаугурация президента Дэвиса в Капитолии Алабамы.

Алабамцы надеялись, что дело не дойдёт до войны, поскольку штат был к ней не готов: в Алабаме имелась железная руда, но не было сталелитейных заводов, вся промышленная продукция закупалась в северных штатах, не было железных дорог, а местами вообще никаких коммуникаций. Было легко блокировать порт Мобил и тем отрезать Алабаму от внешних рынков. Губернатор Мур успел закупить некоторое количество оружия в Массачусетсе и Ричмонде, привёл в боевую готовность ополчение, и к 5 января, ещё до официальной сецессии, занял федеральные форты: форт Морган, форт Гэйнс и арсенал в Маунт-Вернон, во избежание инцидентов, которые могли бы привести к войне. 19 января была сформирована армия Алабамы, и в итоге быстрые действия губернатора помогли Алабаме подготовиться к войне быстрее остальных южных штатов. Так как у Флориды не было сил для захвата федерального форта Пикенс, то Мур отправил несколько пехотных полков на помощь Флориде. В это время Южная Каролина предложила собраться и обсудить формирование Конфедерации, и Алабама пригласила делегатов собраться в Монтгомери, поскольку этот город находился в центре отделившихся штатов. Конгресс Конфедерации открылся 4 февраля 1861 года в здании сената Алабамы. Йенси, хотя и был главным идеологом сецессии, почему-то не рассматривался как кандидат в президенты, и Конгресс выбрал миссисипца Джефферсона Дэвиса. Ему пришлось добираться из Виксберга в Монтгомери через Мемфис, Чаттанугу и Атланту, что характеризует состояние коммуникаций в Алабаме в этот период.
Алабамец Лерой Уокер был назначен военным министром Конфедерации, Джонсон Хупер стал секретарём Конгресса Конфедерации, а Генри Хоце возглавил пресс-службу Конфедерации в Европе. По мере потепления Монтгомери стало казаться не вполне здоровым местом для столицы, потому в мае столица переместилась в Вирджинию, ближе к предполагаемому театру боевых действий. Алабама дала Армии Конфедерации несколько крупных генералов: Джеймс Лонгстрит, корпусной командир Северовирджинской армии, считался алабамцем по месту жительства. Дивизионный командир Роберт Роудс также проживал в Алабаме на начало войны и начал карьеру, командуя 5-м Алабамским полком. Генерал Джон Форни начал с должности командира 10-го Алабамского полка. Генерал Генри Клейтон был первым командиром 1-го Алабамского пехотного полка. Эдмунд Петтус дослужился до звания генерала и прошёл все кампании войны на Западе. Одним из самых знаменитых алабамцев стал майор артиллерии Джон Пелхам.
Пенсильванец Джозайа Горгас некогда переехал в Алабаму и женился на дочери губернатора Гейла. Он возглавил артиллерийско-техническую службу и провёл ускоренную индустриализацию Юга. Его называли гением логистики, способным творить чудеса, он сделал так, что у Армии Конфедерации никогда не было недостатка в боеприпасах. Он перевёл в Селму Маунт-Вернонский арсенал, который стал производить боеприпасы, а Военно-морской завод в Селме производил артиллерию. Отдельный завод изготавливал селитру для военных нужд. В разгар войны в Селме работали 10 000 человек. Горгас выбрал Селму из-за наличия железной дороги и хорошей связи со сталелитейными мастерскими. К концу войны Селма производила половину всех орудий и две трети всех боеприпасов Конфедерации. Когда в 1865 году Селма была разрушена во время рейда Уилсона, федеральные военные описывали оружейные фабрики как лучшие, что им приходилось видеть.
В первый год войны 27 000 человек было призвано на военную службы и сведено в 28 пехотных полков. Общее количество алабамцев, прошедших войну, не известно, но по примерным подсчётам их могло быть около 100 000 человек. 2700 алабамцев из северных округов штата были несогласны с политикой Конфедерации и ушли служить в федеральную армию. Примерно 10 000 алабамских афроамериканцев вступили в ряды федеральной армии в ходе войны.

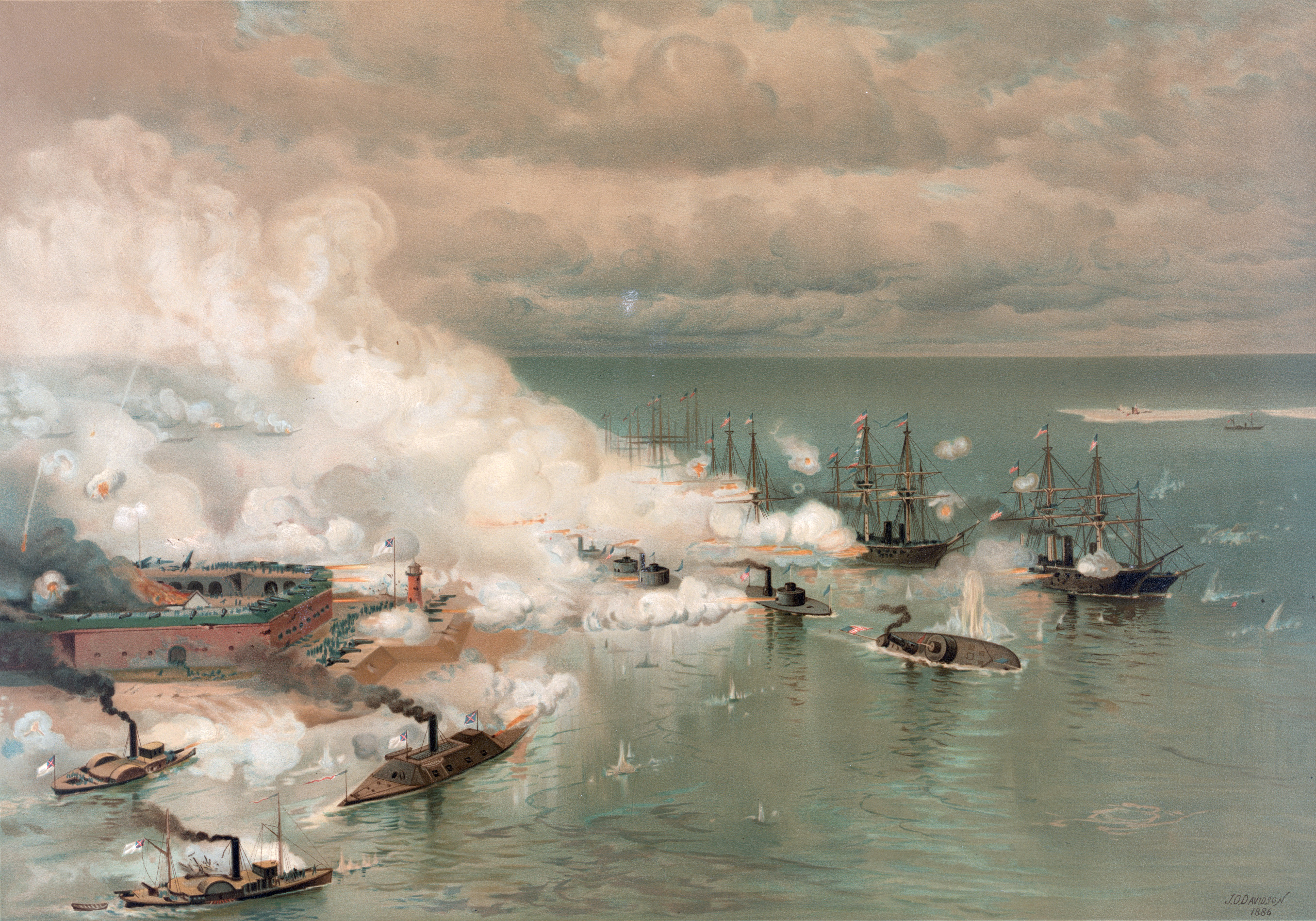
Сражение в заливе Мобил

В начале войны Алабама оставалась вдалеке от боевых действий, но после сражения при Шайло северяне смогли продвинуться на юг, и 11 апреля 1862 года генерал Митчелл захватил Хантсвилл. 2 мая бригада Турчина захватила и разграбила город Атенс около Хантсвилла. Митчелл арестовал Турчина и отдал его под трибунал, но президент Линкольн амнистировал его. После этого северяне покинули Алабаму и вернулись только через год: весной 1863 года начался кавалерийский Рейд Стрейта. Стрейт прошёл через Таскамбию и Моултон, но здесь его арьергард атаковала кавалерия Натана Форреста. Стьрейт отступал три дня, но в итоге его отряд выдохся, потерял боеспособность и все 1700 человек сдались Форресту. Этот рейд сказался на популярности губернатора Шортера, который проиграл выборы в августе 1863 года и новым губернатором стал Томас Уоттс. Весной 1864 года, когда началось наступление Шермана на Атланту, генералу Руссо было приказано пройти из Декейтера на юг и разрушить железную дорогу Монтгомери-Атланта. Ему удалось беспрепятственно добраться до дороги и разрушить 30 миль полотна, помешав снабжению Атланты в самый разгар боёв за этот город. В то же лето произошло Сражение в заливе Мобил, в ходе которого пали форты, прикрывающие город Мобил, и он не мог более быть базой для кораблей Юга.
Весной 1865 года генерал Грант осаждал Ричмонд и Питерсберг, и чтобы приблизить конец войны послал генерала Уилсона в рейд с целью разрушить арсеналы в Селме. 22 марта Уилсон перешёл реку Теннесси, прошёл через Джаспер и Элитон, оттуда стал двигаться на юг к Селме. Форресту не хватало сил для обороны, небольшой отряд его кавалеристов встретил Уилсона у Монтевалло, но был легко разбит. Форрест отступил к Селме, но оборонять город было нечем. 2 апреля произошло сражение при Селме: федералы быстро прорвали оборону и уничтожили практически все строения в городе. Форрест не мог ничем ему помешать и отступил в Гейнсвилл, а Уилсон повернул на восток на Монтгомери. В это время шли бои за форт Блейкли около Мобила, и 9 апреля, в день капитуляции Северовирджинской армии, форт пал. Через три дня Уилсон захватил и сжёг Монтгомери. 4 мая армия Конфедерации в Алабаме капитулировала, включая кавалерию Форреста.

## Послевоенная Алабама

### Эпоха реконструкции

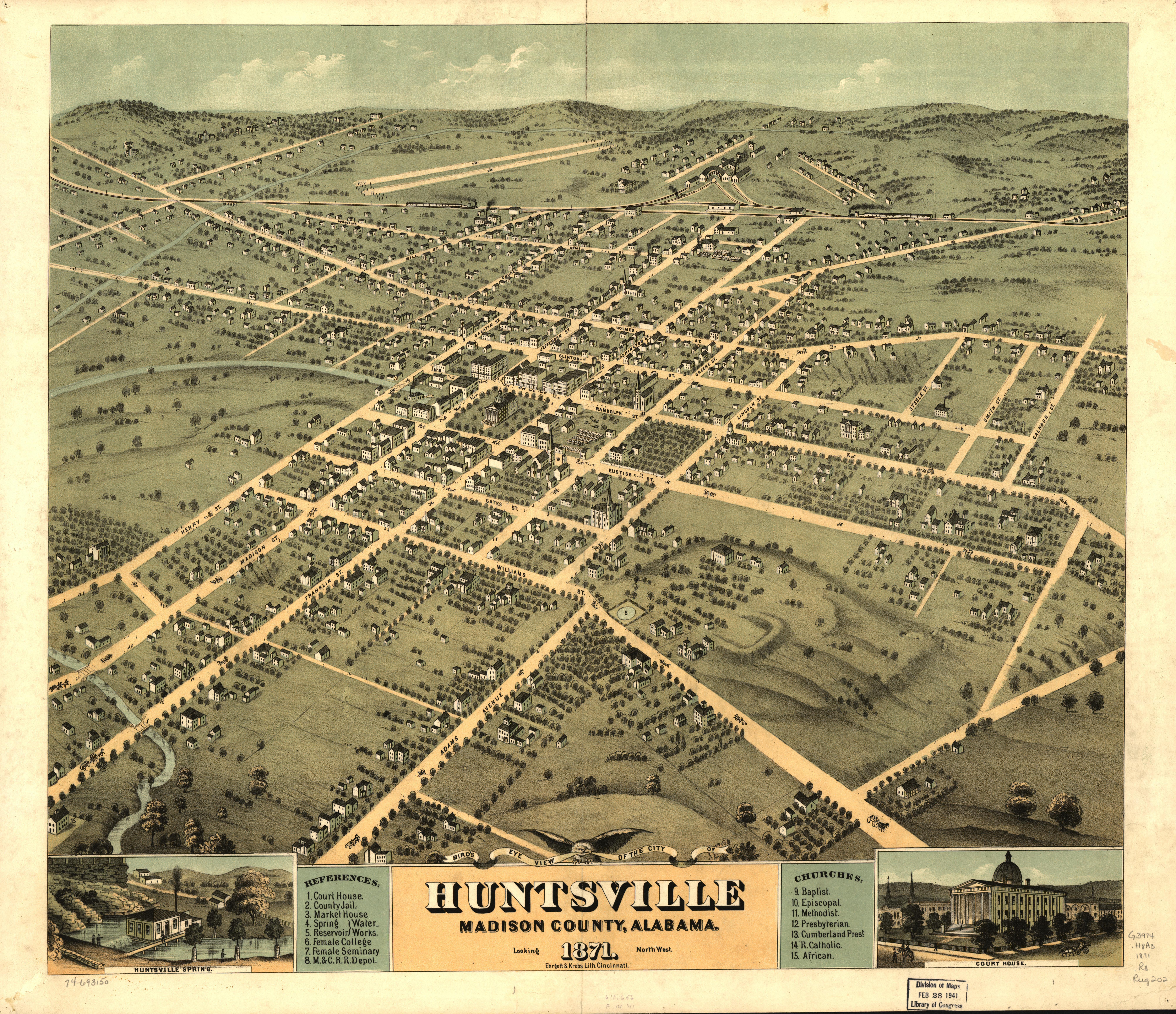
Хантсвилл в 1871 году.

Президент Линкольн рассчитывал вернуть южные штаты в Союз по упрощённой программе, и его преемник Эндрю Джонсон придерживался той же политики. 21 июня 1865 года он назначил временного губернатора Алабамы, которым стал Льюис Парсонс, который до войны был противником сецессии. Через неделю территория Конфедерации была разделена на департаменты, и Алабама попала в департамент под командованием Джорджа Томаса, а Алабамское отделение возглавил Чарльз Вудс. Парсонс организовал принятие присяги на верность Конституции, и около 50 000 человек в итоге её принесли и получили право голоса. 31 августа они выбрали 99 делегатов на конституционный конвент. Этот конвент объявил постановление о сецессии недействительным, и отменил в Алабаме рабство. Было решено провести в 1866 году перепись населения и исходя из численности белого населения избрать легислатуру. Итоговый вариант конституции был принят конвентом (621 голосов за и 25 против), и не проходил утверждения референдумом. В ноябре 1865 прошли выборы губернатора и администраторов. Роберт Паттон стал новым губернатором Алабамы. Президент Джонсон одобрил его кандидатуру и 13 декабря прошла инаугурация Паттона. Через несколько дней легислатура ратифицировала 13-ю поправку, запрещающую рабство (Алабама стала 27-м штатом, принявшим поправку). Два сенатора и шесть делегатов палаты представителей от Алабамы явились в Вашингтон, но Конгресс отказался признать их, и отказался признать утверждённые президентом правительства Южных штатов.
Этим завершилась так называемая Президентская реконструкция и началась Конгрессиональная реконструкция. В апреле 1866 года Конгресс принял Закон о гражданских правах, который гарантировал равные права всем гражданам страны независимо от расы. На основании этого закона была разработана Четырнадцатая поправка к Конституции США, которую передали на ратификацию штатам. Все южные штаты кроме Теннесси отказались её признать. Тогда 2 марта 1867 года вся территория Юга была разделена на пять военных округов. Флорида, Джорджия и Алабама вошли в III округ, который возглавил Джон Поуп. В том же году он начал регистрацию лиц, имеющих право голоса. К 1870 году в Алабаме проживало 521 384 белых и 475 510 афроамериканцев, но в 1867 году право голоса получили 61 295 белых и 104 418 афроамериканцев. Алабама стала единственным штатом Юга, где афроамериканцы оказались в большинстве. С 1 по 4 декабря прошло голосование, на котором было принято решение о созыве конституционного конвента. Он собрался в Монтгомери 5 ноября, при этом из 100 его делегатов 96 были республиканцами, в их числе 18 афроамериканцев. Они были готовы на самые крайние меря, но так как Алабама была своего рода тестовой площадкой реконструкции, то республиканцам было велено придерживаться умеренных взглядов. Но в итоге была создана конституция, которая не устроила даже часть алабамских республиканцев. Когда в феврале 1868 году началось голосование по конституции, она не набрала необходимого большинства голосов.
В том же феврале новым губернатором штата был избран Уильям Смит. Исход голосования по Алабамской конституции смутил радикальных республиканцев, которые в ответ на это 11 марта издали 4-й реконструкционный закон, согласно которому конституции можно было принимать простым большинством голосов. На него Конгресс признал конституции Джорджии, Луизианы, Северной Каролины, Южной Каролины и Алабамы и отправил решение о признании на утверждение президенту. Джонсон наложил на это решение вето, поскольку конституция Алабамы не была принята по действовавшим на момент голосования законам, но его вето было преодолено, легислатура Алабамы была признана Конгрессом, 13 июля она ратифицировала 14-ю поправку и в тот же день Алабама была официально принята в Союз. В том же месяце Уильям Смит занял пост губернатора. 25 июля два сенатора от Алабамы заняли свои места в Конгрессе, ими стали Джордж Спенсер и Уиллард Уорнер.
При губернаторе Смите в Алабаме начал проявлять себя Ку-клукс-клан. Он зародился в теннессийском городе Пьюласки, почти на границе с Алабамой, и оттуда быстро распространился на северные округа Алабамы. Организация была задумана для розыгрышей и пранка, но костюмы ку-клукс-клановцев первое время пугали чернокожих, поэтому он становился всё более популярен в южных штатах, а в Алабаме был активен в северной половине штата, и почти не проявлял себя в округах Чёрного пояса и в южных округах. К весне 1868 года чернокожие стали понимать, что под костюмами куклуксклановцев скрываются обычные люди, и стали меньше их бояться, но одновременно Ку-клукс-клан стал выходить из под контроля организаторов и превращаться в обычные для того времени военизированные силы самообороны, и одновременно, по мере приближения выборов 1870 года, стал всё чаще прибегать к политическому насилию. В Алабаме Ку-клукс-клан стал слабеть в 1869 году и почти полностью исчез в 1870 году. Конгресс провёл расследование деятельности этой организации и в 1871 году издал Закон против Ку-клукс-клана, но к тому времени он уже исчез в Алабаме.
На выборах 1870 года влияние Ку-Клукс-клана помогло победить (хотя и с небольшим перевесом) демократу Роберту Линдсей, но на выборах 1872 года снова победил республиканский кандидат, Дэвид Льюис. Главные проблемы для республиканцев того времени создавала коррупция: росло число злоупотреблений на строительстве железных дорог и было много случаев нецелевого использования денег, выделенных на нужды образования. Всё это подрывало проекты республиканской партии и давало демократам повод для критики. К 1874 году республиканская партия Алабамы находилась в кризисном состоянии. Штат был на грани банкротства, экономический кризис 1873 года сильно повредил экономике штата, губернатор Льюис не мог сформулировать ясной программы действий, и одновременно чернокожие члены легислатуры попытались принять закон о запрете расовой сегрегации, что встревожило белое население штата. В такой обстановке демократы выдвинули кандидатом в губернаторы Джорджа Хьюстона, а республиканцы решили переизбрать Льюиса. Предвыборная кампания была необычайно ожесточённой: борьбы шла и в газетах, и одновременно проявлялась в уличных вспышках насилия. Несколько сотен федеральных военных не могли обеспечить порядок. Хьюстон победил, получив 107 118 голосов, против 93934 голосов за Льюиса. Это стало концом эпохи реконструкции в Алабаме.

### Эпоха бурбонной демократии
При администрации Хьюстона много беспокойства вызывал вопрос внешних долгов, но усилиями губернатора и ассамблеи его удалось решить: долг был сокращён с 30 до 12 миллионов долларов. Как только это произошло, демократы стали работать над созданием новой конституции. На сессии 1874 года Хьюстон поручил специальному комитету рассмотреть целесообразность проведения конвента, получил положительный ответ и на август 1875 года был назначен референдум: 77 763 человека высказались за конвент и 59 928 против. Делегаты конвента собрались в Монтгомери в сентябре. Во главе конвента оказались консерваторы: Лерой Уокер (президент конвента), Руфус Кобб, Эдвард О’Нилл, Уильям Оатс и Уильям Сэнфорд. 16 февраля 1875 года прошел референдум по Новой конституции: 85662 проголосовало за и 29217 против. Это было явной победой так демократов, а Республиканская партия начала постепенно распадаться. Конституция стала выражением мировоззрения так называемых «Бурбонных демократов», которые доминировали в политике Алабамы примерно до 1904 года.
В это время сельское хозяйство Алабамы переживало кризис: цены на хлопок упали с 30 центов за фунт в 1866 году до 8 центов в 1878 году. Фермеры хотели реформ, но демократы были к этому не готовы, и республиканцы были слишком слабы в Алабаме. После кризиса 1873 года, в 1874 году, фермеры сформировали Партию гринбекеров, которая была особенно популярна на севере штата. Лидером партии в Алабаме стал Уильям Лоув — в 1878 году ему удалось избраться в палату представителей США от Алабамы. В 1880 году гринбекеры собрались в Монтгомери на конвент и выдвинули Джеймса Пикенса кандидатом в губернаторы, но они проиграли выборы, и губернатором был переизбран Руфус Кобб. В 1882 году гринбекеры подготовились и выдвинули кандидатом Джеймса Шеффилда, который на выборах завоевал почти весь север штата и получил 31 % голосов, но всё равно проиграл выборы Эдварду О’Нилу. В 1882 году умер Уильям Лоув, и его смерть, неудачи на выборах, и общий упадок движения гринбекеров в США привели к тому, что партия стала слабеть, а в 1884 году полностью исчезла в Алабаме. Однако, несмотря на неудачи, она помогла оформиться популистскому движению 1890-х годов.
В губернаторство О’Нила самым заметным событием стал инцидент с Айзеком Винсентом, который в 1882 году стал казначеем штата, а в 1883 году бежал, похитив $200 000 из казны Алабамы. Через несколько лет его нашли в Техасе, вернули в Алабаму и отдали под суд. Губернатор пытался вернуть часть денег, но из-за беспорядка в документации спасли лишь небольшую сумму. Следствие выявило и другие злоупотребления в казне, так что легислатура учредила должность ревизора счетов. Первый же ревизор сумел спасти для казначейства тысячи долларов. На первый срок О’Нила пришлась вспышка рабочих протестов в Опелайке, и губернатор применил ополчение штата, за что его многие критиковали, но он всё же смог переизбраться на второй срок в 1884 году. Губернатор симпатизировал фермерам, в интересах которых создал Сельскохозяйственный департамент; он боролся с жёлтой лихорадкой, и ввёл уроки здоровья и гигиены в сельских школах. В целом О’Нил не был новатором, от него требовалось олицетворять довоенный порядок и поддерживать стабильность. Его губернаторство стало переходной эпохой от ревашизма «бурбонов» к социальным потрясением 1890-х годов.
В 1886 году конвент Демократической партии выбрал кандидатом в губернаторы Томаса Сиэя, который был малоизвестным политиком и победил только после 30-го переголосования. на выборах он получил 145 095 голосов, против 37 118 голосов за кандидата от республиканцев. В свой срок Сиэй боролся с практикой линчевания, не одобрял движение за трезвость, и сумел провести закон, запрещающий нанимать женщин и детей младше 18 лет на 8-часовой рабочий день. Это был первый закон такого рода на Юге, но он был отменен в 1894 оду. Сиэй первый среди алабамских губернаторов стал выплачивать пенсии инвалидам войны и вдовам военнослужащих Конфедерации. Сиэй разделял многие прогрессивистские идеи президента Гровера Кливленда, который посетил Алабаму в 1887 году, но он оставался консерватором в отношении к фермерам и не одобрял их политической активности.

### Популизм в Алабаме

Монтгомери в 1887 году.

В 1880-е годы в Алабаме распалась и партия Гринбекеров, и организация Грэндж, но на смену им пришли организации с более радикальными программами: Сельскохозяйствнный руль, Фермерский альянс и Цветной фермерский альянс. В 1887—188 годах они объединились в Лейбористскую партию, которая в 1888 году сумела победить в некоторых округах Алабамы. В 1890 году Алабамский фермерский альянс поддержал кандидатуру Ройбена Колба на губернаторских партийных выборах, но партия выдвинула в губернаторы Томаса Джонса и не пошла навстречу Альянсу. В мае 1891 года представители фермерских организаций и Рыцарей труда собрались в Цинциннати на конференцию и сформировали Народную партию, которая стала больше известна как Популистская партия. До конца года популистов поддержал Фермерский альянс некоторых округов Алабамы, а в марте 1892 года на её сторону встали алабамские Рыцари труда. 23 июня 1892 года в Бирмингеме открылся первый партийный конвент алабамской Популистской партии.
Некоторые фермеры симпатизировали популистам, но не решались порвать с Демократической партией, которая считалась «партией белых». Поэтому они образовали свою собственную Джефферсоновскую демократическую партию, которая на практике была неотличима от популистов. Ройбен Колб выдвигался популистами в губернаторы в 1892 году и затем в 1894. Он обещал защищать права чернокожих, обещал запретить использование труда заключённых, и у него были хорошие шансы на победу, но Демократической партии удалось подтасовками голосов обеспечить победу своим кандидатам.
Но несмотря на эти ухищрения, популистам удалось одержать две победы на выборах в Конгресс в 1894 году: они выбрали Милфорда Ховарда и Альберта Гудвина в палату представителей США. В 1896 году разработали сложную стратегию союза с республиканцами на губернаторских и конгрессиональных выборах, и с демократами на президентских выборах. В первом случае они проиграли в Алабаме, а во втором, когда они поддержали Уильяма Брайана против Уильяма Маккинли, они проиграли и президентские выборы. Это привело к упадку популистской партии, которая к 1900 году уже не влияла на политику штата.

Флаг Алабамы 1895 года.

Колб проиграл губернаторские выборы 1894 года отчасти потому, что все его внимание было обращено на критику губернатора Джонса, и это позволило победить Уильяму Оатсу, бывшему полковнику 15-го Алабамского полка и конгрессмену. Оатс получил 111 875 голосов, Колб 83 292, но Колб не признал результатов и объявил себя победителем. 1 декабря он принёс присягу губернатора и с группой сторонников двинулся к Капитолию, ноне смог помешать Оатсу занять место губернатора. Ему разу пришлось решать болезненные финансовые проблемы штата: расходы бюджета росли, а налоги только снижались в предыдущие годы. Ему пришлось отменить план ликвидации труда заключённых, что бы сохранить часть доходов, и он лично ездил в Нью-Йорк, пытаясь решить проблему внешнего долга. Только в 1896 году популисты прекратили попытки пересмотра итогов голосования 1894 года.
Между тем с 1865 года штат Алабама не имел своего флага, а на официальных мероприятиях поднимался флаг США. Только 16 февраля 1895 года легислатура приняла закон № 383, согласно которому официальным флагом штата стал малиновый крест Святого Андрея на белом поле. Полосы креста должны быть не менее шести дюймов в ширину.

## XX век

### Конституция 1901 года
Ещё в конце предыдущего века в Алабаме начались разговоры о необходимости новой конституции, но потом общество было отвлечено войной, и только в ноябре 1900 года легислатура постановила провести референдум по созыву конвента. 23 апреля 1901 года 70 305 голосов были отданы за конвент и 45 505 против; были избраны 155 делегатов конвента. Он открылся в Монтгомери 21 мая. Почти всё внимание конвента было занято вопросами права голоса: было решено допускать до голосования только тех, кто может прочитать любую статью конституции. Также новая конституция ввела пост вице-губернатора. 11 ноября 1901 года конституция была вынесена на референдум и получила 108 613 голосов за и 81 734 голоса против.

### Эпоха прогрессивизма

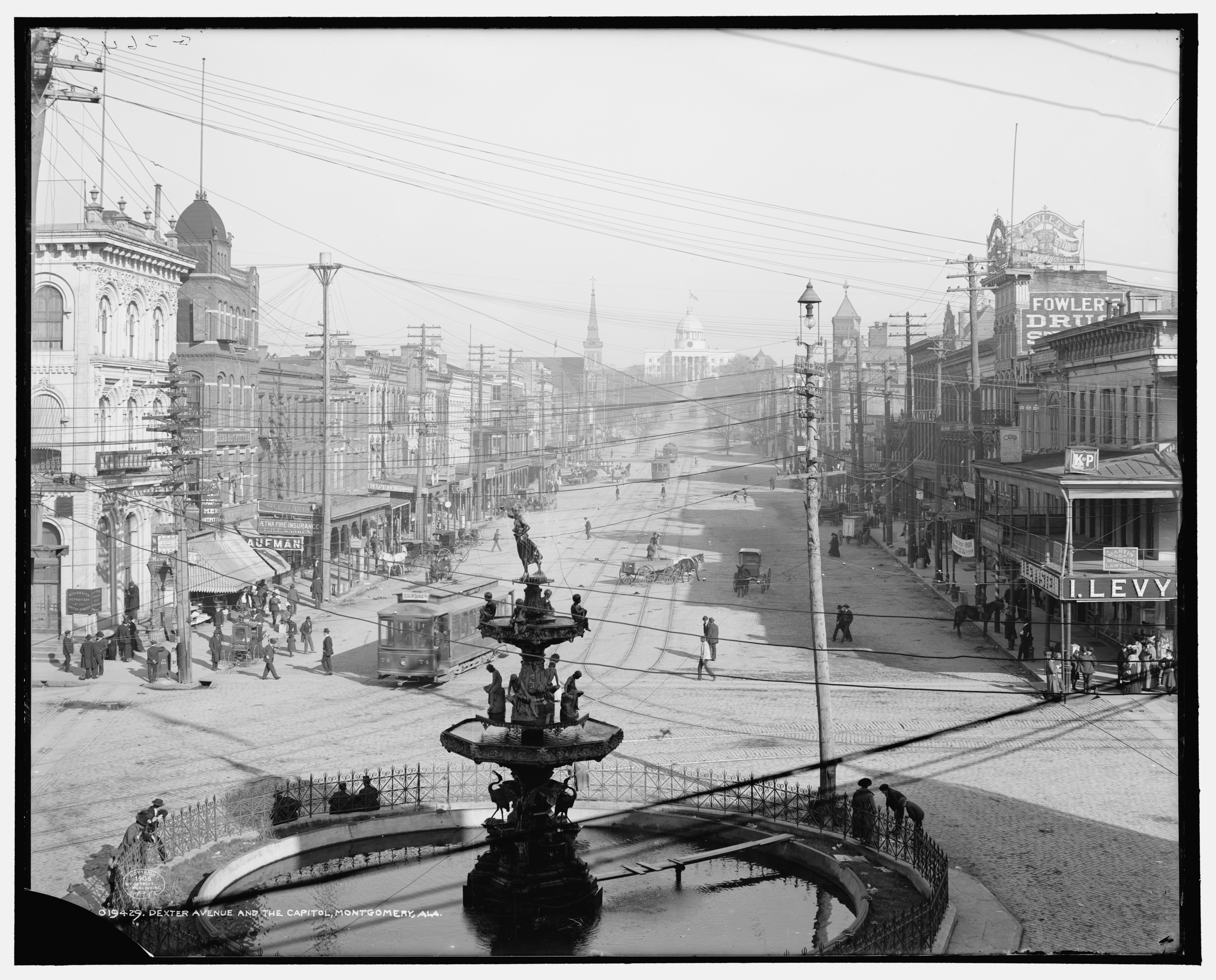
Декстер-авеню в Монтгомери в 1906 году.

В 1902 году на партийных выборах победил демократ Уильям Джелкс, который на губернаторских выборах легко обошёл своего конкурента-республиканца и стал губернатором. Вице-губернатором стал Расселл Каннингем. Его основной заботой стал вопрос внешнего долга штата, и ему удалось сократить его с 9,4 до 2 миллионов. Он решал проблемы образования и условий содержания заключённых наиболее дешёвым способом, но ему и здесь удалось достигнуть многого. В 1904 году он заболел туберкулёзом и уехал лечиться в Нью-Мексико, сдав дела вице-губернатору. Прежде Джелкс был убеждённым сторонником линчевания, но на посту губернатора неожиданно начал выступать с осуждением этой практики. Журналистам тогда это показалось пробуждением духа прогрессивизма на Юге.
На выборах 1906 года свою кандидатуру выставил вице-губернатор Каннингем, но в гонку включился Брэкстон Брэгг Камер, известный сторонник железнодорожной реформы, и победил. Он сразу предложил легислатуре принять 20 новых законов о регулировании железных дорог, но вопрос оказался настолько сложен, что он решал его весь свой срок. В марте 1907 года железнодорожные компании подали в суд требование отменить законы Камера. Судьёй был бывший губернатор Томас Джонс, который вынес решение в пользу штата. Многие другие реформы так и остались не реализованными. В то время в Алабаме набирала популярность борьба за трезвость. К 1908 году более половины округов штата ввели у себя Сухой закон, и были надежды на его введение на уровне штата. Камер не имел своего мнения по этому вопросу, но когда тема стала популярной, он присоединился к активистам. Легислатура приняла Сухой закон большинством голосов и отправила его на утверждение референдумом, но участники референдума проголосовали против.

### Первая мировая война

Пропагандистский плакат в Мобиле в 1918 году.

Первая Мировая война сразу нанесла ущерб алабамской экономике: британские фабрики перестали производить ткани, из-за чего упали цены на американский хлопок и сократился грузооборот порта Мобил. Одновременно десятки тысяч рабочих покинули Алабаму и переехали в индустриальные северные штаты.
Когда в 1918 году администрация президента Вильсона стала склоняться к вступлению в войну, алабамские конгрессмены обладали большим влиянием в Конгрессе: Оскар Андервуд был лидером большинства в Палате представителей, Генри Клейтон был доверенным советником президента, а Хьюберт Дент был председателем комитета по военным вопросам. Алабамские конгрессмены были на стороне президента и поддерживали его погрессивистские программы. Ожидалось, что они поддержат и военную программу, но когда 2 апреля 1917 года президент предложил объявить войну Германии, Конгресс отказал ему, а Дент прямо выступил против военного призыва. Союзники Дента покинули его, но он продолжал выступать против программ Вильсона. Алабамская национальная гвардия была передана в федеральное подчинение; с 1916 года она служила на мексиканской границе, а теперь была переведена в лагерь Кэмп-Шеридан под Монтгомери. В этом лагере какое-то время служил лейтенант Скотт Фицджеральд, здесь он познакомился с алабамкой Зельдой Сейр, а в 1920 году они поженились. 2-й алабамский полк нацгвардии превратился в 167-й пехотный полк и был переведён (вместе с Фицджеральдом) в Кэмп-Майлз в Нью-Джерси, где его влили в 42-ю дивизию.
В том же лагере тренировалась огайская 37-я пехотная дивизия, а в лагере Кэмп-Макклелан в Аннинстоне размещалась 29-я пехотная дивизия. Всего Алабама выставила 5000 нацгвардейцев, 7 000 добровольцев, и 74 000 призывников. Чернокожие служили обычно в инженерных войсках, но два подразделения попали в 93-ю дивизию и приняли участие в боях. Более 2 500 алабамцев погибли в боях во Франции.

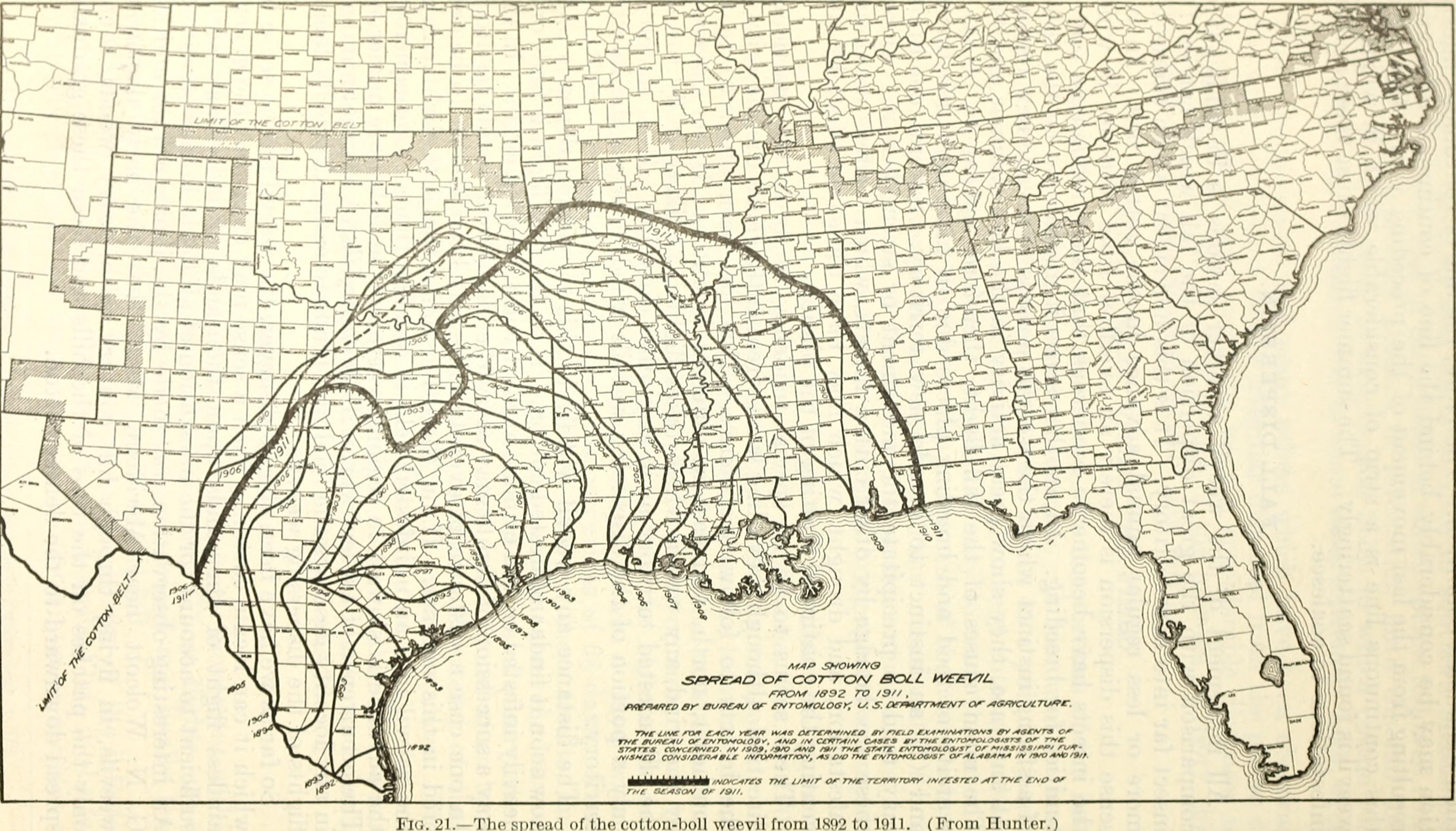
Распространение долгоносика к 1912 году

Война принесла в Алабаму эпидемию Испанского гриппа: 8 октября 1918 года в лагере Кэмп-Шеридан заболели первые 500 человек. По всему штату закрывались школы и кинотеатры.
В 1912 году в округе Мобил впервые появился хлопковый долгоносик, который к 1916 году распространился на весь штат. Это заставило алабамцев переключиться на другие культуры, а производство хлопка постепенно сместилось на север штата, где холодный климат уменьшал урон от вредителя. С 1918 года фермеры стали использовать арсенат кальция, который помог им на некоторое время. Но долгоносик оставался проблемой до конца века и исчез только в 2003 году.
Война дала толчок к развитию алабамской металлургии, особенно в долине Теннесси. В октябре 1917 года был открыт больший завод по производству нитратов в Масл-Шолс, из-за чего взлетели цены на землю, а в регион хлынули тысячи рабочих. Треть из них была чернокожими, и хотя их брали на неквалифицированную работу, это всё рано была хорошая альтернатива работе на плантациях или в шахтах. На момент окончания войны было построено два таких завода, а потом все проекты были заморожены до 1930-х годов.
Война выявила многие недостатки алабамского общества, главным образом плохое здоровье и низкий уровень образования у рекрутов. Губернатор Хендерсон провёл расследование, которое выявило, что штат отстаёт от среднего по стране уровня по многим параметрам. Это дало стимул новой волне прогрессивизма и привело к власти губернатора-прогрессивиста Томаса Килби в 1919 году.

### Ревущие двадцатые

Передвижная школа в Алабаме в 1923 году.

Килби занял свой пост в январе 1919 года и сразу столкнулся с двумя проблемами: Конгресс только что принял 18-ю поправку (о Сухом законе) и 19-ю поправку (о женском голосовании). Килби выступал за ратификацию первой, но занял нейтральную позицию относительно второй. Ассамблея отказалась ратифицировать 19-ю поправку, но когда её принял Теннесси, она вступила в силу, после чего губернатор снова созвал ассамблею, и на этот раз она приняла пакет законов, дающий женщинам право участвовать в президентских выборах 1920 года. Он был против использования труда заключённых, но из практических соображений был вынужден отменять эту систему постепенно. Он освободил заключённых от работы в шахтах и построил для них новую тюрьму, известную сейчас как Kilby Correctional Facility. Килби выделял крупные средства на нужды душевнобольных, и при нём в штате начали проводить различие между душевнобольными и умственно отсталыми. Он создал Департамент по охране детского здоровья, что сразу вывело Алабаму на передовые позиции в этой области. Были введены законы по ограничению детского труда и одновременно проведено исследование причин, заставляющих детей идти работать. За годы губернаторства Килби расходы на содержание школ увеличились вдвое, расходы на здравоохранение на 50 %, а также удалось протолкнуть проект строительства в Мобиле доков, находящихся в собственности штата. Мобилские доки были открыты в 1927 году и стали самыми современными в стране.
Килби сумел вывести Алабаму в первые ряды социального прогресса, хотя так и не смог победить систему использования труда заключённых, и не смог улучшить положение промышленных рабочих. На губернаторских выборах 1922 года победил Уильям Брэндон, но проекты Килби были так хорошо продуманы, что новому губернатору не пришлось ничего делать и за его срок не были приняты никакие новые законы, и даже был отменён ряд законов относительно труда заключённых. Это вызвало протесты, а новый кандидат в губернаторы, Бибб Грейвз, сделал отмену труда заключённых основой своей предвыборной программы в 1926 году. Он победил и в феврале 1927 года стал губернатором. Он запретил использование труда заключённых на шахтах и стал использовать их на строительстве дорог и иных государственных проектах. Система образования оставалась несовершенной, и Грейвз выделял большие суммы на строительство школ и зарплаты учителям. Последние выросли к 1930 году до $761 в год. Журналисты обвиняли Грейвза в чрезмерном расходовании средств, но ему удалось покончить и с детским трудом и с трудом заключённых, а количество неграмотных сильно сократилось.
Приток мигрантов из Европы в послевоенные годы привёл к зарождению нативистских и националистических организаций, и к возрождению Ку-Клукс-Клана, который стал бороться с проституцией, продажей спиртного, разводами и иными нарушениями морали. В Алабаме насчитывалось 95 000 членов клана, и сам губернатор Грэйвз принадлежал к ячейке клана в Монтгомери. Пик популярности клана пришёлся на 1926 год, а затем она пошла на спад, и к 1928 году в Алабаме осталось всего 5 500 членов клана. Подобно Ку-Клукс-Клану, женский политический активизм достиг своего пика к 1926 году, после чего пошёл на спад и практически вымер к началу 1930-х годов.
В конце десятилетия Алабаму потрясла крупная политическая баталия: президентские выборы 1928 года. Демократическая партия выдвинула своим кандидатом Альфреда Смита, который был католиком, сыном мигрантов, противником Сухого закона, и по этим причинам неприемлемой кандидатурой для алабамских демократов. Этот выбор расколол ряды демократов в штате: многие из них стали переходить в Республиканскую партию. Общество разделилось на «демократов-за-Смита» и «демократов-против-Смита». В дни голосования явка была беспрецедентно высокой: явилось 250 000 из 300 000 человек, имевших право голоса. Смит победил, но с перевесом всего в 6000 голосов. Демократическая партия осудила тех однопартийцев, что выступали против Смита, а его самый заметный враг, сенатор Томас Хеффлин, не был переизбран в Конгресс в 1930 году.
Хеффлин решил создать свою партию и избраться губернатором, но несмотря на поддержку Ку-Клукс-Клана и активистов сухого закона, он проиграл, а победителем на выборах 1930 года оказался кандидат от демократической партии, Бенджамин Миллер.

### Депрессия и Новый курс

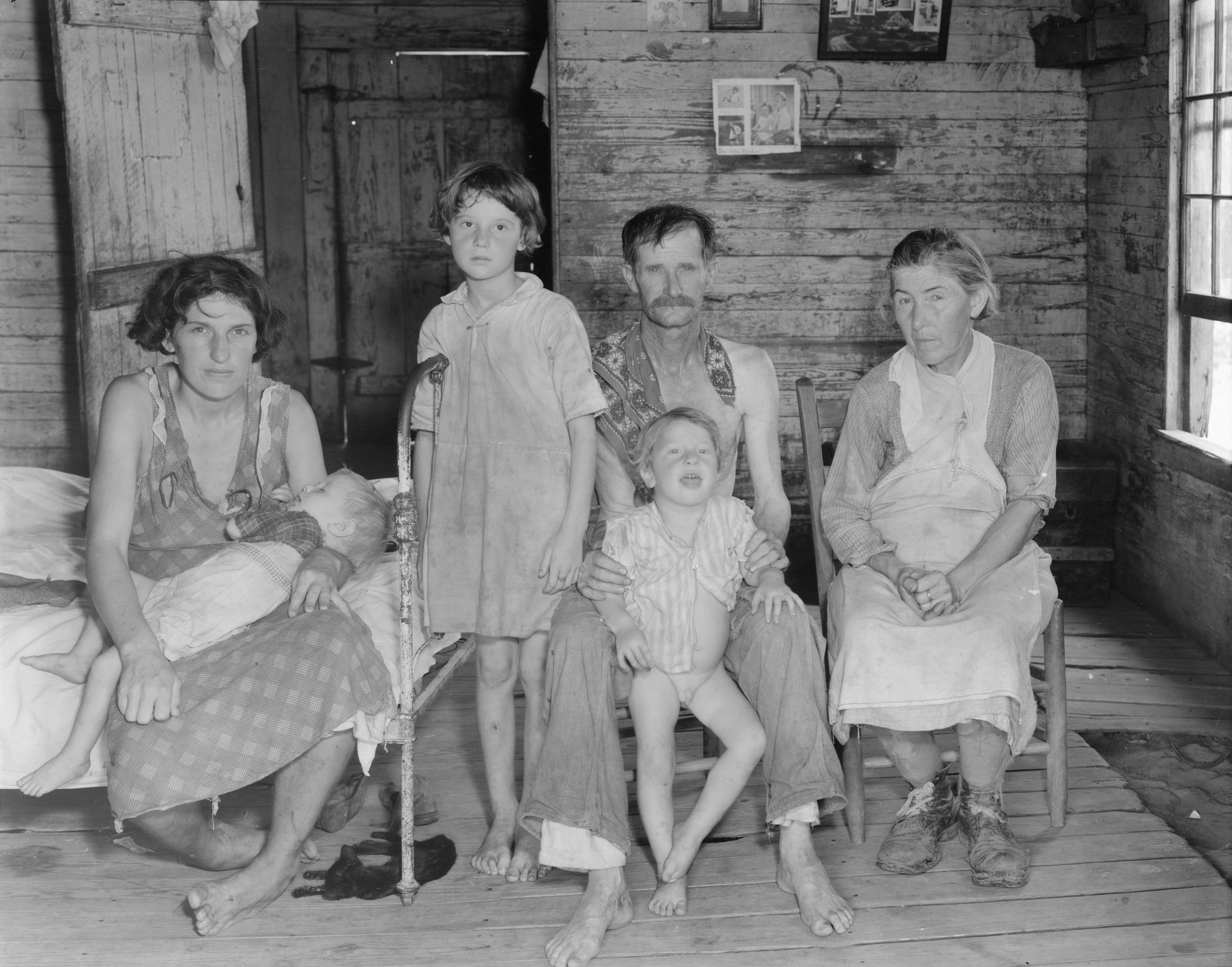
Семья алабамских издольщииков в 1936 году.

Началом Великой депрессии принято считать биржевой крах 1929 года, хотя современные историки пришли к мнению, что она началась с незаметного кризиса в сельском хозяйстве. Американское сельское хозяйство процветало при высоких послевоенных ценах, но они начали падать в 1921 году. Фунт хлопка, который стоил 35 центов в этом году, упал до 5 центов к 1932 году. На это наложился урон от долгоносика. Фермеры стали уходить в города, так что количество землевладельцев упало с 96 000 в 1920 году до 75 000 к 1930 году. Падение доходов фермеров заставило их покупать меньше промышленных товаров, что породило кризис в промышленности в 1927—1929 годах. Промышленность сокращала производство товаров и увольняла рабочих, так что безработица достигла 25 % к 1933 году. В Алабаме было не очень много промышленных рабочих, но их количество упало на 15 % в 1930-е годы. С 1929 по 1935 год доходы упали с $311 до $194 на человека.
Алабамская промышленность концентрировалась в основном в Бирмингеме. Когда президент Рузвельт узнал, что 40 % жителей города нуждаются в помощи, он назвал его самым пострадавшим городом в стране. Текстильная промышленность пострадала менее других; владельцы фабрик воспользовались низкими зарплатами, трудом женщин и детей, так что потеряли всего 4 500 рабочих мест, и быстро восстановились после 1936 года. Проблемой для этой промышленности стала не столько Депрессия, сколько всеобщая забастовка 1934 года. Несмотря на все усилия губернатора Миллера ему не удалось предотвратить закрытие школ. Для экономии средств он распустил службу контроля над соблюдением Сухого закона. Одновременно по всей стране начались протесты против Сухого закона, что привело к его отмене в 1933 году. В те же годы активизировались алабамские коммунисты, что привело к ряду беспорядков на фабриках. Страхи перед Красной угрозой стали причиной гонений на лиц, заподозренных в сочувствии коммунистам, и даже к оживлению деятельности Ку-Клукс-Клана.
Для решения порождённых депрессией проблем президент Рузвельт предложил программу Нового курса. Для борьбы с безработицей была разработана программа создания Корпуса охраны природы (он же ССС), который нанимал молодёжь на общественные работы. В Алабаме были наняты 67 000 человек, которые занимались восстановлением лесов, спасением почв, а также созданием национальных парков. В 1933 году агентство Управление гражданских работ (CWA) наняло на временную работу 129 000 алабамцев, которые строили аэропорты, дороги и общественные здания. Агентством заведовал Гарри Гопкинс, которому помогал алабамец Обри Уильямс. На работу принимались так же писатели и художники, самым известным из которых в Алабаме стал Джон Уокер. Были предприняты усилия для диверсификации экономики штата, но фермеры, получая деньги, стали покупать трактора и увольнять наёмных рабочих, что не решало проблему сельского хозяйства. Для помощи этим людям Рузвельт ввёл программу Rural Rehabilitation Program, которая помогла улучшить положение 115 000 алабамцев. Большое влияние на экономику штата оказала программа, известная как Администрация долины Теннесси, которая строила дамбы и электростанции, боролась с малярией и наводнениями, и обеспечило электричеством сельскую местность северной Алабамы, что в свою очередь помогло развитию промышленности.

### Вторая мировая война

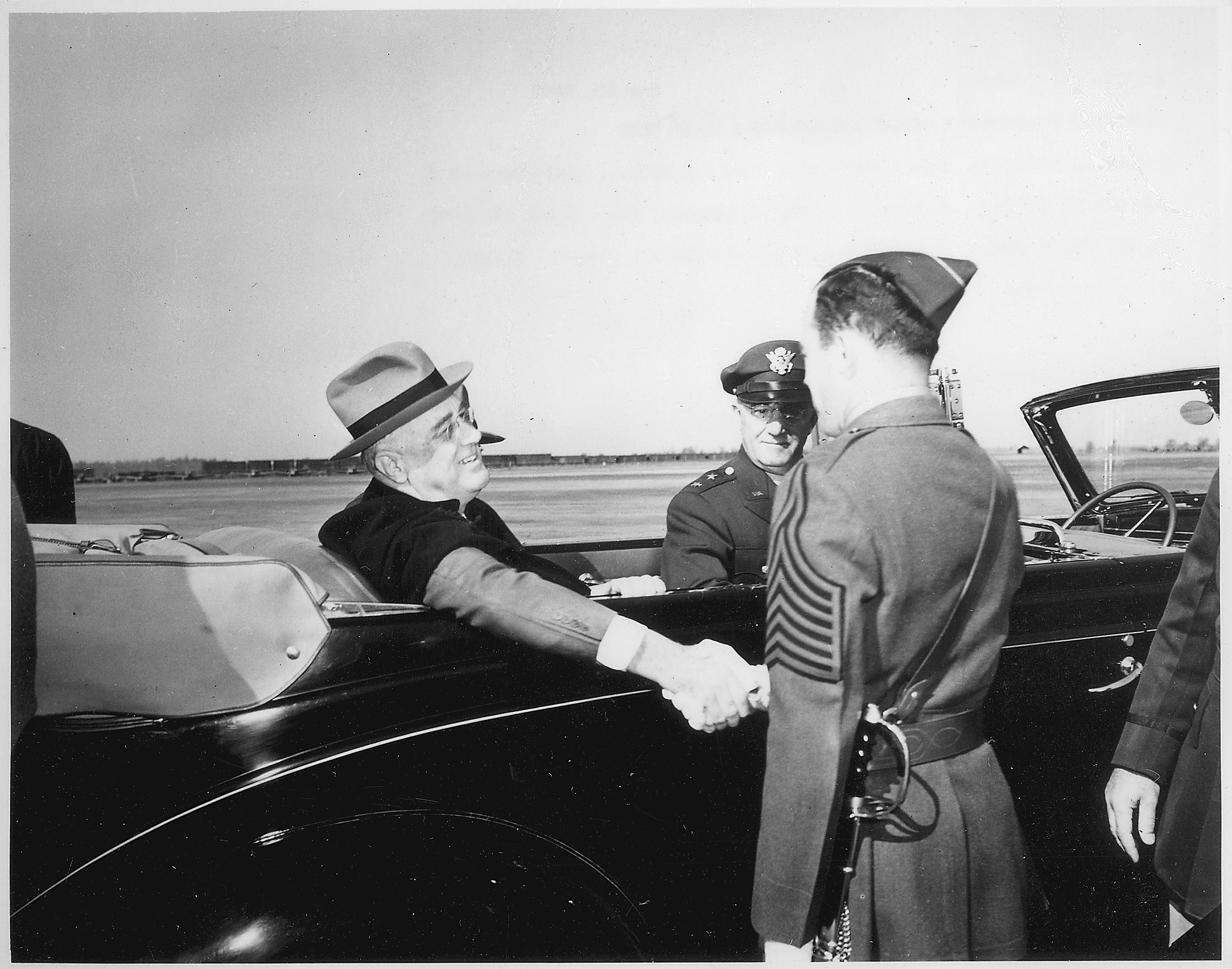
Президент Рузвельт на аэродроме Максвел-Филд в Алабаме, 1943 год.

В Алабаме ещё со времён первых поселенцев сохранился культ войны, поэтому когда в Европе началась Вторая мировая война, алабамцы сразу высказались за участие в ней. Создание военной промышленности дало сильный толчок к развитию алабамской экономики. В штате были хорошие климатические условия для тренировки военных, избыток рабочей силы и дешёвое электричество Теннессийской долины создавали условия для появления военных заводов, поэтому именно северная треть штата выиграла больше всех. В Хантсвилле появился химический завод и завод боеприпасов, и к 1944 году там работало уже 17 000 человек. Депрессивный Бирмингем заслужил славу Арсенала Юга; бирмингемская компания O’Neal Steel стала крупнейшей сталелитейной компанией Юга. В Чилдерсберге фирма DuPont открыла Alabama Army Ammunition Plant, крупнейший завод по производству боеприпасов. В Монтгомери на авиационной базе Maxwell Air Force Base был открыт Юго-восточный авиационный тренировочный центр, который обучил в годы войны 12 000 летчиков, в том числе пилотов B-24 и B-29. Мобилские верфи были расширены и производили миноносцы и тральщики. Население Мобила почти удвоилось к 1943 году.
Нехватка рабочих рук открыла новые возможности для женщин Алабамы. На некоторых предприятиях количество женщин-рабочих достигло 40 %. Женщин стали брать на должности врачей, механиков, фармацевтов, водителей и госслужащих. Но гендерное неравенство всё же сохранялось: женщинам платили меньше, чем мужчинам, и они реже получали повышения. С 1944 года начались увольнения женщин, а пропаганда стала призывать женщин освободить рабочие места для вернувшихся с фронта мужчин. Война дала новые возможности и чернокожим, количество которых резко увеличилось в промышленных городах, и это привело даже к расовому бунты у Мобиле в 1943 году.
Всего 250 000 алабамцев служили в армии в годы войны и 6 000 из них не вернулись домой. Самим жителям штата пришлось ограничивать потребление бензина и мяса. В Алабаме было размещено несколько лагерей для немецких военнопленных, в которых было размещено 15 000 человек. Население Алабамы выросло за годы войны с 2 830 000 человек (1940) до 3 600 000 человек (1950). Количество чернокожих сократилось на 0,5 % из-за миграции в индустриальные районы Севера. За годы войны Алабама стала более урбанизированной, уже 80 % её населения были заняты на несельских работах. Ферм стало меньше, но они стали крупнее, а общая площадь посевов немного выросла. Сельское хозяйство стало более механизированным, количество тракторов выросло с 4 664 в 1930 году до 7 638 в 1940 году, и взлетело до 45 751 к 1950 году. Алабама сумела избавиться и от зависимости от хлопка: в 1950 году она давала стране только 5 % его производства. Уровень зарплат в Алабаме вырос, но по уровню доходов на душу населения она осталась на прежнем месте: 46-м из 48-ми штатов.
В 1939 году истёк срок службы губернатора Грейвза, а так как губернаторы не имели право на два срока подряд, то за это место боролись Фрэнк Диксон и Чэнси Спаркс. Диксон обещал реорганизовать правительство и отменить налог на голосование, чем завоевал голоса молодёжи и рабочих союзов. Он победил и стал 40-м губернатором Алабамы. Он успешно провёл реформу администрации, но в целом был консервативен и активно выступал против политики Нового курса. Он был против переизбрания Рузвельта на 3-й и 4-й срок. В послевоенные годы он был известен расистскими взглядами, но нехватка рабочих в военное время заставляла его смягчить риторику. В губернаторских выборах 1942 года снова участвовал Грейвз, и он был явным фаворитом гонки, но его внезапная смерть в марте вывела в лидеры Чэнси Спаркса. Ожидалось, что он будет экономить на социальных программах, но он неожиданно оказался прогрессивистом: доходы штата в военное время были высоки, все крупные проекты были заморожены (например, было запрещено строить автодороги), и штату надо было придумать, куда тратить деньги. Спаркс удвоил расходы на образование и здравоохранение, и при этом сократил внешний долг штата на 25 %.
В губернаторских выборах 1946 года принял участие Джим Фолсом, малоизвестный политик, который начал кампанию без денег, без советников и без штаба, и его конкуренты не обратили на него большого внимания. Он обещал пересмотреть конституцию 1901 года, отменить налог на продажи, повысить зарплаты и пенсии учителей и заасфальтировать сельские дороги, и тем сумел завоевать симпатии населения. Он победил на выборах и в январе 1947 года занял пост губернатора. Он оказался расово толерантным, но одновременно эксцентричным и идеалистичным политиком, который не сумел организовать своих сторонников в легислатуре. Ему удалось выполнить многие свои обещания, но против него был сенат, который заблокировал его попытки пересмотра конституции и отмены налога на голосование. Приход к власти Фолсома был большим успехом реформаторов, но это обострило расовые вопросы и алабамское общество начало раскалываться. Кризис обострился в 1947 году, когда администрация президента Трумана призвала принять ряд законов о гражданских правах, отменить налог на голосование и объявить линчевание уголовным преступлением. Недовольная часть Демократической партии откололась в Демократическую партию прав штатов, более известных как Диксикраты, и они победили в Алабаме на Президентских выборах 1948 года, хотя помимо Алабамы, они сумели завоевать только Луизиану, Миссисипи и Южную Каролину.

### Алабама в 1950-х годах
Алабама продолжала меняться все 1950-е годы, она постепенно урбанизировалась, и к концу десятилетия количество горожан превысило количество сельских жителей. Количество ферм сократилось с 212 000 (1950) до 116 000 (1960). Вместе с тем из-за миграции население Алабамы сократилась до исторического минимума за всю эпоху после Гражданской войны. Это происходило из-за бедности, низкого уровня образования, отсутствия работы, расового насилия, сокращения ферм и плохого публичного имиджа штата. Население росло только в Хантсвилле и Мобиле, оставалось стабильным в Монтгомери, и сокращалось в Бирмингеме. Столица Джорджии, Атланта, начала побеждать в историческом соперничестве: в 1950 году её население лишь немного превышало бирмингемское, но к 1970 году оно превысило его уже почти вдвое. Пока Джорджия прилагала все усилия, чтобы открыть у себя крупнейший на Юге международный аэропорт (Хартсфилд-Джексон), Алабамские политики избегали любых новшеств которые могут пошатнуть традиционные устои.

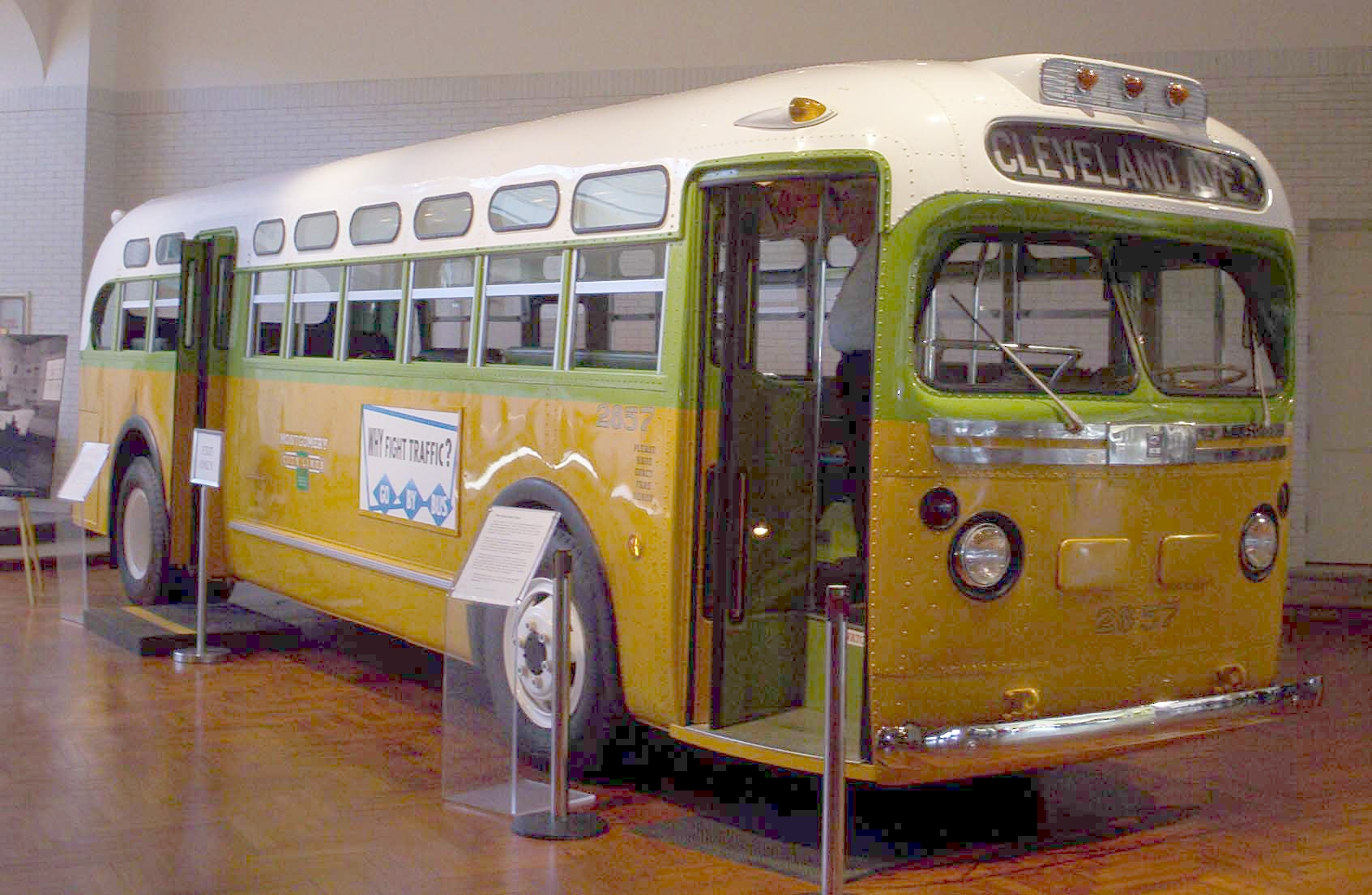
Автобус, в котором была арестована Роза Паркс в историческом музее Форда.

В 1951 году губернатором Алабамы стал Гордон Персонс, который в ходе предвыборной кампании облетел Алабаму на двухместном вертолёте. Он победил конкурентов с большим отрывом и первым занял губернаторскую резиденцию на Перри-Стрит, купленную правительством в том же году. Период его губернаторства (1951—1955) стал периодом политического затишья между бунтом Диксикратов в 1948 году и неспокойной эпохой борьбы за гражданские права. Он сумел наладить отношения и с Сенатом и с Палатой представителей, его программы была простой, консервативной и в итоге успешной: он реформировал тюрьмы, повысил расходы на образование и поощрял телевизионные образовательные программы. В 1953 году он ввёл ограничение скорости дорожного движения (60 миль в час), что снизило количество ДТП. Будучи губернатором в разгар эпохи Маккартизма он подписал закон, запрещающий коммунистам занимать государственные должности. Персонс придерживался умеренности в расовых вопросах и добился изменения закона о налоге на голосование, которое увеличило количество голосующих на 100 000 человек, но в последний год его срока Верховный суд США в деле Браун против Совета по образованию признал незаконной сегрегацию в учебных заведениях.
Это событие радикально изменило обстановку в Алабаме. В 1940-е годы алабамские конгрессмены были самыми либеральными на Юге, и штат дал Югу больше либеральных политиков, чем все его соседи; общие проблемы объединили чёрное и белое население, что и помогло победить Фолсому в 1946 году. Но решение Верховного суда раскололо алабамское общество. Сегрегационисты в легислатуре приняли ряд законов, препятствующих интеграции школ. Сторонники интеграции начали объединяться в союзы, как и их противники, которые сформировали Совет Белых Граждан, многим напоминавший Ку-Клукс-Клан. Расовое напряжение привело к конфликтам в транспорте: в декабре 1955 года чернокожая женщина Роза Паркс отказалась уступить место белому пассажиру в автобусе города Монтгомери и была арестована за нарушение закона. В ответ на это чернокожие активисты призвали к бойкоту общественного транспорта: начался Бойкот автобусных линий в Монтгомери, который продержался год. Одновременно был подан иск в окружной суд, который признал законы о сегрегации транспорта неконституционными. Мэрия Монтгомери подала апелляцию в Верховный суд. Тот подтвердил решение окружного суда, а 17 ноября 1956 года постановил отменить сегрегацию в транспорте. В организации бойкота участвовал атлантский активист Мартин Лютер Кинг; бойкот прославил его и сделал лидером правозащитной организации SCLC. Подобные бойкоты случались и ранее, но именно Монтгомерский бойкот дал старт общенациональному движению за гражданские права.
На выборах 1954 года губернатором снова стал Джим Фолсом. На этот раз расовые вопросы занимало всё его внимание. На сессии 1957 года легислатура приняла 7 законов по противодействию интеграции. Фолсом наложил на них вето, но они были приняты преодолением вето. Обстановка в штате накалялась, с 1956 по 1958 год в Алабаме произошло больше случает расового терроризма, чем в любом другом штате Юга. Всё это мешало работе администрации, и одновременно пресса обрушилась на Фолсома в обвинениями в алкоголизме, непотизме и кумовстве. Его сторонник и последователь Джордж Уоллес почувствовал, что Фолсом теряет популярность и покинул его, а затем отступил и от его популистской идеологии. Он стал кандидатом в губернаторы на выборах 1958 года, его противником был Джон Патерсон. Программа Уоллеса была в основном популистской, а Паттерсон изображал себя убеждённым сегрегационистом, осуждая Уоллеса за мягкотелость в расовых вопросах. Он победил и стал 44-м губернатором Алабамы.

### Алабама в 1960-х годах
В 1960 году население Алабамы насчитывало 3 266 740 человек и она имела 11 человек в коллегии выборщиков. На президентских выборах того года демократ Джон Кеннеди получил большинство голосов в Алабаме (56.39 %), но за него проголосовали только 5 выборщиков. 6 несвязанных выборщиков отдали свои голоса другому демократу Гарри Бёрду.

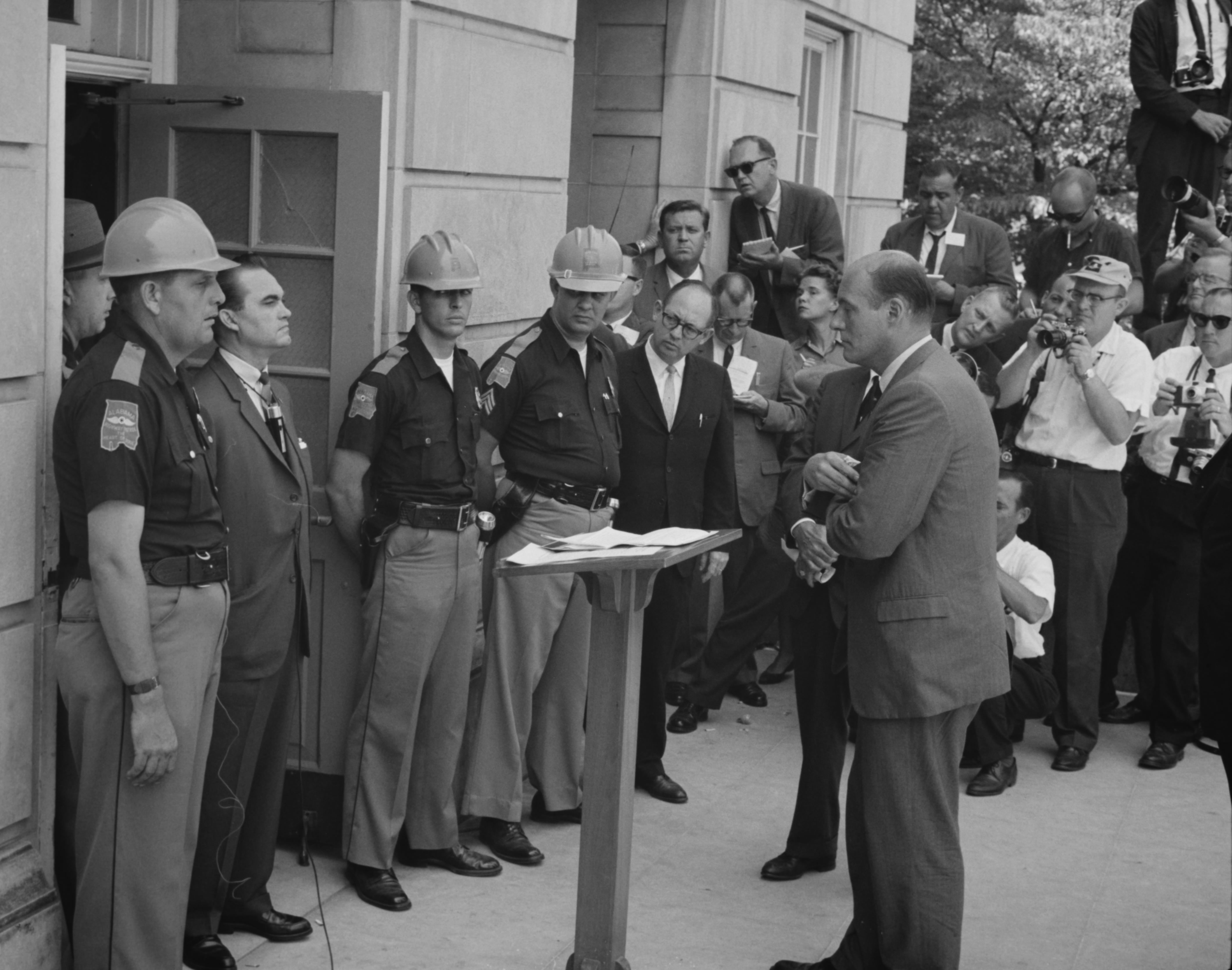
Уоллес и генеральный прокурор США Катценбах у входа в университет.

Губернаторство Паттерсона не запомнилось ничем, кроме агрессивных протестов против интеграции и ряда законов по противодействию ей. Политики готовились к губернаторским выборам 1962 года. Претендентами на пост были Уоллес, Фолсом, Билл Коннор и Райан Деграффенфрид. На первых экзит-полах лидировал Фолсом, но неудачное выступление по телевизору помешало ему, и вперёд вырвался Уоллес, который победил с большим отрывом. С этого момента он доминировал в политике Алабамы в той или иной роли 25 лет. В свой первый срок он в духе Уоллеса акцентировался на улучшении автомагистралей, на образовательных программах и привлечении индустрии. Уоллес получил общенациональную известность после случая, известного как Инцидент на входе в Университет Алабамы. В июне 1963 года федеральный суд постановил интегрировать Алабамский университет, после чего Уоллес лично встал в дверях Университета, чтобы не допустить туда чернокожи студентов. Он отступил только после вмешательства президента Кеннеди. В 1965 году он привлекал полицию для разгона протестных маршей чернокожих. Эти случаи насилия повлияли на то, что Конгресс принял пакет законов о голосовании, которые отменили расовую дискриминацию на выборах. Конституция не давала ему права на второй срок, поэтому для обеспечения контроля над Алабамой он в 1966 году продвинул в губернаторы свою жену, Лёрлин Уоллес, а сам стал готовиться к президентской кампании 1968 года.
Лёрлин успешно провела предвыборную кампанию 1966 года и в первом же туре победила на праймериз Демократической партии, обойдя девять кандидатов, в том числе бывших губернаторов Фолсома и Паттерсона, и конгрессмена Карла Эллиота. На основных выборах она легко победила кандидата от республиканцев и стала первой женщиной-губернатором в Алабаме и третьей в США. Весь штат прежнего губернатора остался на своём месте, но её политика отличалась от политики её мужа и она не была просто марионеткой Уоллеса. Она продолжала сопротивляться федеральному вмешательству в дела штата и использовала все законные средства для препятствию интеграции школ. Она добилась принятия поправки, разрешающей губернатору занимать подряд два срока. Она изучила систему национальных парков в Кентукки и стала добиваться аналогичного совершенствования системы парков в Алабаме. Ещё до победы на выборах у Лёрлин была обнаружена раковая опухоль, и ей приходилось ездить на лечение в техасский Хьюстон. Весной 1968 года она перенесла несколько операций, после чего в апреле вернулась в губернаторскую резиденцию и умерла 7 мая 1968 года. Лёрлин сумела завоевать симпатии всего штата и была, вероятно, самым популярным губернатором Алабамы.
Между тем Уоллес уверенно вёл предвыборную президентскую кампанию. За него голосовали те, кто устал от либерализма демократов, но ещё не был готов порвать с ними. На выборах 1968 года он смог победить в Джорджии, Алабаме, Миссисипи, Луизиане и Арканзасе, набрав 46 голосов выборщиков, но в целом по стране победил республиканец Ричард Никсон. В Алабаме же после смерти Лёрлин её место занял вице-губернатор Альберт Брювер. Он принял участие в губернаторских выборах 1970 года с позиций прогрессивиста Нового Юга, и даже вышел вперёд в первом туре. Его конкурентом был Уолллес, который действовал самыми грубыми методами и с большим трудом, но смог победить на выборах.

### Алабама в 1970-х годах

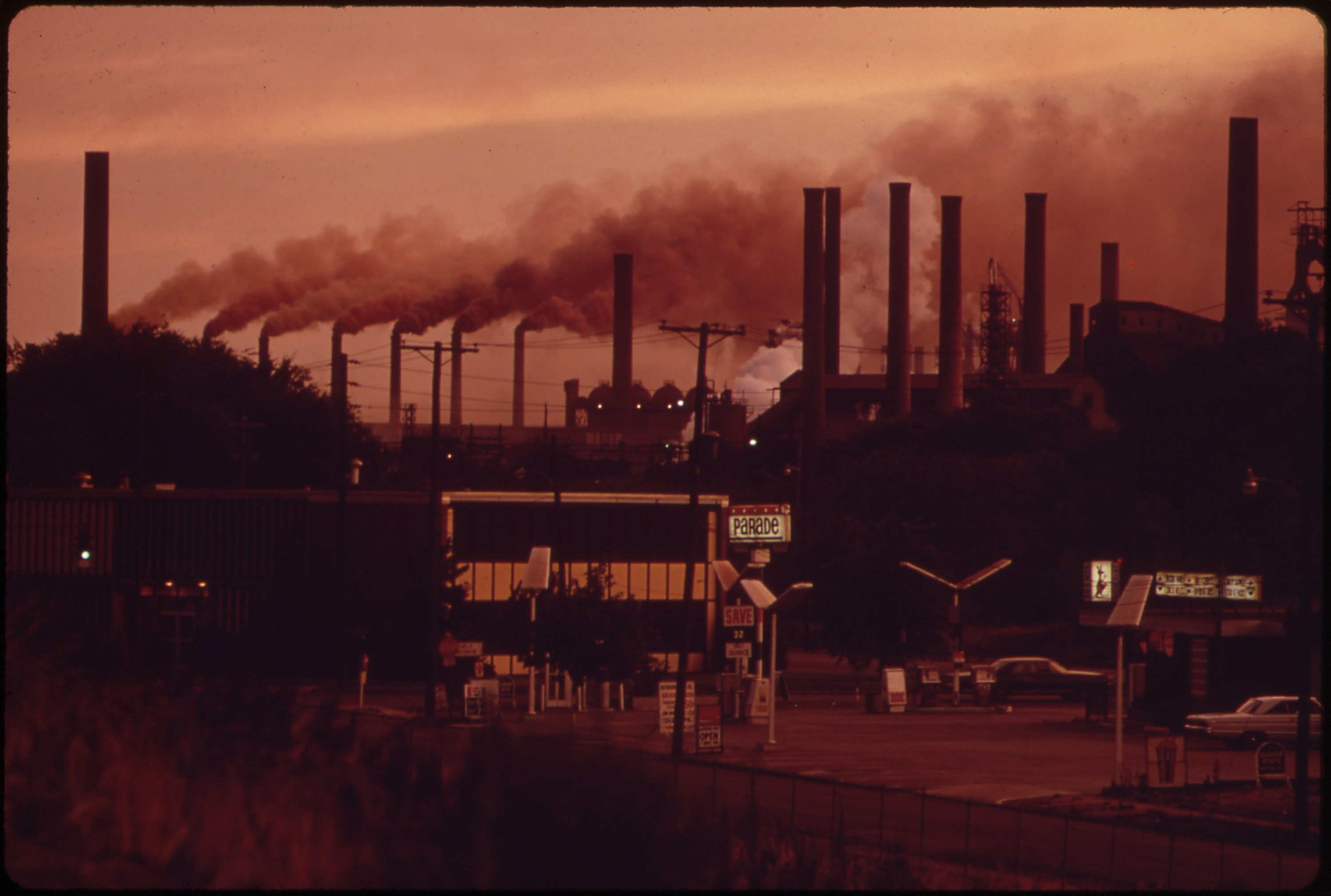
Завод компании U.S. Steel в Фэрфилде в 1972 году.

В свой второй срок Уоллес в основном протестовал против решения Верховного суда в деле Swann v. Charlotte-Mecklenburg Board of Education, которое ввело принудительную совместную перевозку в школьных автобусах. Он называл это решение антиконституционным вмешательством центра в дела штата. К 1970 году население Алабамы достигло 3 444 354 человек, а к президентским выборам 1972 года увеличилось до 3 540 080 человек, но алабамская коллегия выборщиков сократилась до 9 человек. На выборах 1972 года республиканец Ричард Никсон победил с рекордным отрывом, набрав 72,43 % голосов, в то время как демократ Джордж Макговерн получил всего 25,54 %. Уоллес тоже принимал участие в выборах. Его выпады в адрес федерального правительства повлияли на обе партии, которые стали более консервативными в своих высказываниях. На праймериз Демократической партии он победил в Алабаме, Теннесси, Северной Каролине, Мичигане и Мэриленде, но 15 мая 1972 года на него было совершено покушение, которое заставило его выйти из гонки. Он был частично парализован и долго лечился, но уже через год выступал перед Законодательным собранием Алабамы. Он постепенно отошёл от расизма и больше осуждал федеральное вмешательство. Он принял несколько программ в пользу чернокожих и тем завоевал их симпатии. В 1974 году он легко победил на губернаторских выборах, при этом получив голоса четверти всех чернокожих штата.
В свой третий срок Уоллес продолжил бороться с федеральным вмешательством. В 1976 году федеральный суд обвинил тюремную систему Алабамы в чрезмерной жестокости и потребовал дорогостоящих реформ. В том же году Уоллес в последний раз участвовал в президентских выборах. Но его здоровье ухудшалось, поэтому на партийных выборах ему предпочти демократа Джимми Катера из Джорджии. Уоллесу пришлось выйти из гонки и подержать Картера (чем дал ему много голосов на Юге), который в итоге победил в Алабаме на выборах 1976 года. Грубый консерватизм Уоллеса во многом повлиял на правый крен американский политики в 1970-х и 1980-х годах. Никсон и Рейган были его идейными последователями, но действовали осторожнее. Под влиянием «уоллесизма» демократы Алабамы стали откалываться от своей партии, переходя сначала в независимую партию, а потом присоединяясь к республиканской партии, которая всё больше стала ассоциироваться с политикой традиционных ценностей белого человека.
В 1970-х годах Алабама страдала не только от расовых конфликтов, но и от общего кризиса американской промышленности, вызванного конкуренцией со стороны Германии и Японии. Промышленность Алабамы, самая развитая на всём Юге, пострадала первой. В 1962 году в Алабаме было 125 текстильных фабрик, которые потребляли больше хлопка, чем производил весь штат, но они начали закрываться: в 1971 году была закрыта одна из крупнейших фабрик штата, Бирмингемская фабрика фирмы Avondale Mills. В том же году закрылась авиабаза в Селме, что тоже подорвало экономику штата. В то же время были приняты законы об охране окружающей среды, что заставило алабамские фабрики выплачивать больше штрафы. Это стало последним ударом для алабамской промышленности. Но пока одна промышленность вымирала, другая приходила на её место: крупнейшим экономическим центром стал Хантсвилл, в котором в 1960 году был открыт Космический центр Маршалла. Рядом открыли свои исследовательские центры Boeing, Chrysler, Lockheed Martin, и другие крупные фирмы. Но космический центр работал нерегулярно, переживая взлеты и падения активности, и Алабаму спасал в основном стабильно работающий в условиях Холодной войны Редстоунский арсенал.

### Алабама в 1980-х годах

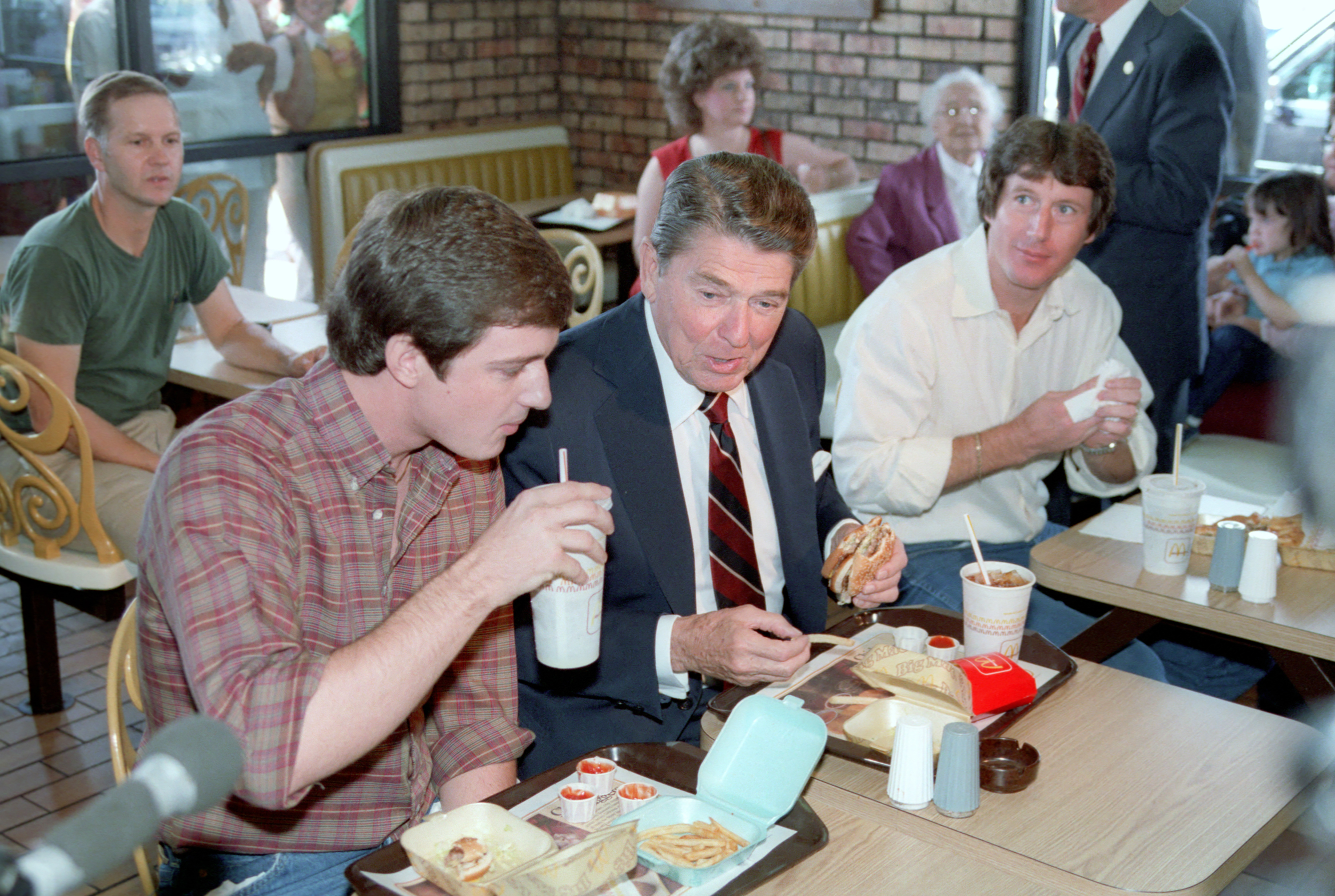
Президент Рейган в алабамском Макдональдсе в 1984 году

К 1980 году население Алабамы достигло 3 894 025 человек и она имела 9 делегатов в коллегии выборщиков. На президентских выборах того года в Алабаме победил Рональд Рейган, который набрал в штате 48,75 % голосов. Джимми Картеру достался 47,45 % голосов. Экономическое положение штата продолжало ухудшаться; если в 1977 году уровень безработицы не отличался от среднего по стране, то уже в 1978 году этот показатель ухудшился, а в 1982 году достиг 15 %, самого высокого уровня в стране. По доходам на душу населения в 1981 году Алабама была третьим из 12-ти беднейших штатов. В 1980-е годы переход к постиндустриальной экономике ускорился, большинство новых рабочих мест появлялись в сфере услуг и торговле. Количество женщин среди рабочих увеличилось с 31 до 44 процентов. По экономическим показателям Алабама оставалась в нижних строках рейтингов. В 1987 году средний доход на душу населения составлял 77 % от среднего по стране. В 1980 году Алабама была четвёртым из самых бедных штатов США. Политики штата были уверены, что снижая налоги они привлекут в штат новую промышленность, но эти меры ухудшали финансирование школ и здравоохранение, без которых не развивалось высокотехнологичное производство. Таким образом, политики сами сформировали среду, не позволяющую развиваться крупным высокотехнологичным компаниям. К началу 1990-х большинство бизнесменов жаловались на низкий уровень культуры образования, из-за которого крупные фирмы размещают производство в других штатах.
Половину десятилетия в политике Алабамы доминировал Уоллес, который уступал только луизианскому губернатору Хьюи Лонгу по влиянию на южный штат. На партийных выборах 1986 года Чарли Грэддик победил вице-губернатора Билла Бэксли, но был отстранён за нарушения законодательства. Это дало шанс республиканскому кандидату Гаю Ханту: на волне недовольства демократами он победил Бэксли, получив 56 % голосов на ноябрьских выборах. Он стал первым губернатором-республиканцем с 1872 года. Он создал комиссию, которая предложила ряд мер по изменению налоговой системы и улучшению финансирования образования, но легислатура (где доминировали демократы) отклонила эти рекомендации. Он создал несколько комиссий по разработке реформы образования, но и это не дало результатов. Однако, ему удалось избавиться от уоллесистов в администрации, укрепить позиции Республиканской партии в Алабаме и немного исправить имидж штата.

### Алабама в 1990-х годах

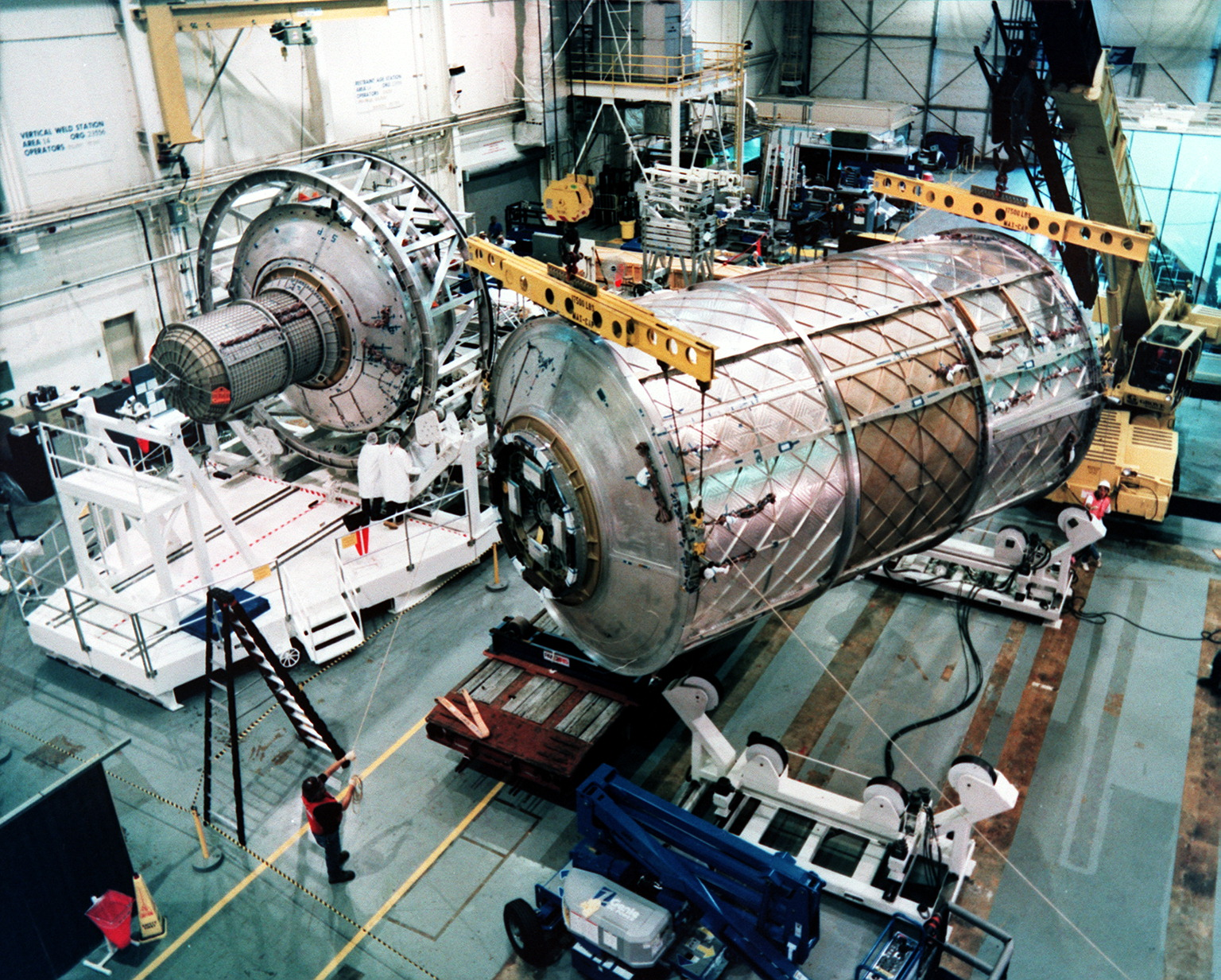
Сборка жилого модуля Международной космической станции в Хантсвилле в 1997 году.

Попытки сделать Алабаму штатом «Нового Юга» не удавались в основном потому, что алабамцы не желали платить за реформы: они требовали улучшений в образовании, но регулярно голосовали против повышения налогов. В 1990 году Хант был переизбран на второй срок, но это была только его персональная победа, поскольку позиции Республиканской партии в целом по штату ухудшились. Чиновников регулярно обвиняли в нецелевом расходовании средств. 22 апреля 1993 года суд города Монтгомери признал губернатора виновным в незаконном переводе общественных денег на личные счета, и Хант стал первым губернатором штата, снятым с должности по решению суда. Его место занял Джим Фолсом Младший, сын бывшего губернатора Фолсома.
Губернаторство Фолсома было недолгим, но он успел посетить Германию и договориться с компанией Mercedes-Benz, которая разместила в Алабаме свой автомобильный завод и обеспечила штату 1 500 рабочих мест. Фолсом так же попал под обвинения в коррупции, которые не были доказаны, но повлияли на предвыборную кампанию 1994 года. Фолсом победил на праймериз Демократической партии, но на основных выборах проиграл Форресту Джеймсу, который перед выборами перешёл в Республиканскую партию.
Второй срок Джеймса отчасти напоминал его первый (1979—1983). Он назначил чернокожего Обри Миллера главой департамента по туризму, реформировал систему образования и ужесточил правила содержания в тюрьмах. Но, несмотря на ряд достижений, он имел репутацию несерьёзного и эксцентричного человека. Он был противником федерального вмешательства в дела штата и на этом основании отказался принять помощь по программе Goals 2000. Он стал единственным губернатором, который вышел из Национальной ассоциации губернаторов. Однако, рост благосостояния в Алабаме и стране в целом способствовал популярности Джеймса. К 1998 году (году губернаторских выборов) безработица в Алабаме достигла своего минимума. Джеймсу удалось победить на праймериз Республиканской партии, обойдя миллионера Уинтона Блонта III, но он потратил столько денег, что ему не хватило ресурсов на основную кампанию, поэтому на выборах 1998 года победил Дон Сигельман. В то же время легислатура приняла поправку к конституции штата, легализующую лотереи, но на референдуме в октябре 1999 года она была отклонена. Утверждалось, что противники лотереи получали финансирование от индейцев чокто из Миссисипи, которые боялись конкуренции своему игорному бизнесу.

## XXI век
К 2000 году население Алабамы достигло 4 447 100 человек и она имела 9 делегатов в коллегии выборщиков. На президентских выборах того года в Алабаме победил Джордж Буш-младший, который набрал в штате 56,47 % голосов. Демократу Альберту Гору достался 41,59 % голосов.
Несмотря на неудачу с введением лотереи, губернатор Сигельман намеревался улучшить систему образования, не поднимая налогов и не сокращая других социальных программ. Он избегал обсуждения расовых вопросов и считался первым алабамским губернатором с принципами «Нового Юга». В 2002 Сигельман проиграл выборы республиканцу Роберту Райли. Несмотря на многочисленные жалобы на нарушения на голосованиях, он не стал оспаривать итог. Райли предложил изменить налоговое законодательство, но это предложение опять было отвергнуто населением, что пошатнуло положение губернатора в партии. Несмотря на это, Райли выиграл губернаторские выборы 2006 года и был избран на второй срок. При Райли в Монтгомери был открыт автомобильный завод фирмы «Хюндай», согласно решению, принятому ещё при Сигельмане. Автомобильный завод компании «Хонда», построенный в 2001 году, был расширен, что сделало Алабаму штатом с сильной автомобильной промышленностью.
На президентских выборах 2008 года Райли поддерживал республиканца Джона Маккейна, и тот победил в Алабаме, получив 60,32 % голосов избирателей, но проиграл общенациональные выборы Бараку Обаме.
В губернаторских выборах 2010 года принял участие Роберт Бентли, который в двух турах праймериз победил сильных конкурентов, а затем легко победил кандидата от демократов, набрав 58 % голосов избирателей. Это был исторический момент в истории штата: Республиканцы впервые захватили Сенат и Плату представителей штата и пост губернатора. Так как безработица в Алабаме снова начала расти, то этот вопрос стал главным для администрации Бентли. Он пообещал не получать зарплату губернатора, пока безработица не побеждена. Болезненный вопрос легализации игорного бизнеса он предложил решать референдумом, хотя сам был против легализации. В 2011 году он подписал закон по борьбе с нелегальной миграцией, который называли самым жёстким в стране. Федеральный суд обвинил закон в неконституционности, но проиграл дело; в 2012 году апелляционный суд объявил закон частично недействительным. Ему удалось снизить уровень безработицы, хотя он оставался выше среднего по стране. В 2014 году Бентли легко победил на партийных и губернаторских выборах и начал свой второй срок. Ему удалось добиться того, что компания Airbus Group открыла авиационный завод в Мобиле, что ускорило экономическое развитие региона. Но осенью 2015 года жена губернатора подала на развод, что привело к крупному скандалу и к обвинениям в злоупотреблениях, и это вынудило Бентли подать в отставку в апреле 2017 года. Его место заняла вице-губернатор Кэй Айви, которая стала второй женщиной-губернатором в истории Алабамы.
В то время как раз началось движение за снос памятников Конфедерации, потому Айви сразу подписала закон, запрещающий снос памятников старше 40 лет. Она разрешила агентствам по усыновлению отказывать однополым парам. На губернаторских выборах 2018 года Айви обошла четырёх кандидатов от республиканской партии, а затем демократа Уотта Мэддокса, мэра города Тускалуса. В свой второй срок она подписала жёсткий закон по запрету абортов: Human Life Protection Act, но он встретил сопротивление судов, что затормозило его применение. Весной 2020 года в Алабаме началась пандемия COVID-19 и Айви пришлось решать связанные с этим проблемы. В середине марта администрация призвала к ведению чрезвычайного положения. Через несколько дней публичные собрания были запрещены в округе Джефферсон, а затем и в прилегающих округах. В конце марта были закрыты все школы и пляжи. В начале апреля Айви призвала к режиму самоизоляции.
На президентских выборах 2020 года в Алабаме Дональд Трамп победил с большим отрывом, набрав 62 % голосов избирателей и получив все 9 голосов выборщиков от Алабамы. На выборах в сенат победил республиканец Томми Табервилл. В сентябре 2021 года, в дополнение к моторному заводу Toyota, начал работу новый автосборочный завод в Хантсвилле (совместное предприятие японских компаний Mazda и Toyota), что ещё больше укрепило роль Алабамы в автомобильной промышленности США.
В 2022 году жители Алабамы после десятилетий обсуждений приняли новую Конституцию штата. Текст Конституции 1901 года был улучшен, из него убрали сегрегационистские законы и все следы белого супремасизма, и внесли право женщин на участие в голосовании. Несмотря на ряд улучшений, Алабамская конституция осталась самой длинной в стране (359 380 слов), втрое длиннее Техасской конституции. Вместо того чтобы быть перечислением базовых принципов, она остаётся скорее кодексом законов. Она сохранила систему, в которой налоги низки, но ложатся в основном на бедные слои населения.
На президентских выборах 2024 года в Алабаме победил Дональд Трамп, который набрал в штате 64,8 % голосов и получил все 9 голосов выборщиков. Кандидат от демократов Камала Харрис набрала всего 34,2 % голосов.

### Статьи
- Theodore H. Jack. Alabama and the Federal Government: The Creek Indian Controversy (англ.) // The Mississippi Valley Historical Review. — Oxford University Press, 1916. — Vol. 3, iss. 3. — P. 301—317. — doi:10.2307/1892243.